# いないいないばあっ!
『いないいないばあっ!』は、NHK Eテレ（正式名称および2011年5月までのテレビ欄表記は「NHK教育テレビ」）で1996年（平成8年）4月1日から放送されている乳幼児（0 - 2歳）向けの教養番組。体操や歌、しつけなどで構成されている。
通称は「いなばあ」。"映像と音で感覚に揺さぶりを与え、子供達の可能性を引き出す"ことをねらいにしている。

## 概要
1996年に放送開始したNHKの乳幼児向け番組。「0 - 2歳向け」としている。NHK教育テレビの子供向け番組としての視聴率はおかあさんといっしょ、みいつけた!に次ぎ、トップクラスを誇る人気番組である。
番組名の『っ!』には、「元気いっぱい」という意味が込められている。
1996年1月15日・16日にBS2でパイロット版が放送された。1996年4月1日にNHK衛星第2テレビジョンで放送が開始され、その後1996年10月7日に今の教育テレビ枠に移行した。1999年4月5日から朝と夕方の2放送体制になった。
出演は着ぐるみのワンワンと、操り人形（2024年度現在はぽぅぽ）、おねえさん役の小学生の女の子（2024年度現在はおうちゃん）をレギュラーとしている。
1999年4月からは朝の放送が増え、1日2回、朝と夕方に放送されているが、夕方の放送は朝の放送の再放送であり、内容は同じである。放送内容は1週間分がひとつの単位となっており、通常1週間を通して同じ曲が繰り返し使用される。大抵の場合、本放送の翌々週以降に1週間分がそのまま再放送される。また、通常の本放送や再放送の合間には過去に放送した内容を再編集したものが適宜放送され、夏・冬休みの時期および年度末にも再編集版が放送される。その他、各種のコーナーおよび歌の映像は、先述の再編集版のみならず、新たな映像と織り交ぜて再使用されることがある。新曲が流される週には、他のコーナーの内容も一新されることが多い。ただし「ぐるぐるどっか〜ん!」「わ〜お!」「ピカピカブ〜!」などの体操や、その他のコーナーは以前放送したものを使い、曲だけ新曲を流すこともある。
2003年度に大幅なリニューアルを行って以降は4年ごとに番組のリニューアルを実施し、おねえさんの交替の他、番組セットやオープニングテーマ、なりきり遊び等が刷新されている。
2005年度より、ハイビジョン放送を開始した。
2011年、別番組である「パッコロリン」の放送開始からしばらくの間、同番組のキャラクター（主にコロン）が登場していた。
2012年10月1日より、字幕放送を開始した。字幕は主な視聴者層である乳幼児に合わせて全て平仮名と片仮名で表記されている。
2021年現在、上海（中華人民共和国）・ベトナム・ミャンマーで現地版が製作・放送されている。

## 放送時間
平日 （2025年3月31日 - ）
- 8:10 - 8:25
- 16:15 - 16:30（再放送）

※NHKワールド・プレミアムでは17:21 - 17:36（大相撲中継期間中は15:17 - 15:32）に放送。

### 放送時間変遷
- 全て日本時間で表す
- 太字＝開始 or 時間変更

| 1996.04.01 - 1996.10.04 | 1996.04.01 - 1996.10.04    | 1996.04.01 - 1996.10.04    |
| ----------------------- | -------------------------- | -------------------------- |
| BS2                     | 平日 08:50 - 09:05（15分） | 平日 17:35 - 17:50（15分） |
|                         |                            |                            |
| 1996.10.07 - 1997.03.28 |                            |                            |
| BS2                     | 平日 08:50 - 09:05（15分） | 平日 17:35 - 17:50（15分） |
| 教育→Eテレ              | 平日 16:50 - 17:00（10分） | 平日 16:50 - 17:00（10分） |
|                         |                            |                            |
| 1997.03.31 - 1997.04.04 |                            |                            |
| 教育→Eテレ              | 平日 16:50 - 17:00（10分） | 平日 16:50 - 17:00（10分） |
|                         |                            |                            |
| 1997.04.07 - 1997.10.03 |                            |                            |
| 教育→Eテレ              | 平日 16:05 - 16:15（10分） | 平日 16:05 - 16:15（10分） |
|                         |                            |                            |
| 1997.10.06 - 1999.04.02 |                            |                            |
| 教育→Eテレ              | 平日 16:50 - 17:00（10分） | 平日 16:50 - 17:00（10分） |
|                         |                            |                            |
| 1999.04.05 - 2000.03.20 |                            |                            |
| 教育→Eテレ              | 平日 08:11 - 08:25（14分） | 平日 16:01 - 16:15（14分） |
| BS2                     | 平日 09:35 - 09:49（14分） | 平日 14:25 - 14:39（14分） |
|                         |                            |                            |
| 2000.03.23 - 2001.03.30 |                            |                            |
| 教育→Eテレ              | 平日 08:11 - 08:25（14分） | 平日 16:01 - 16:15（14分） |
|                         |                            |                            |
| 2001.04.02 - 2003.04.04 |                            |                            |
| 教育→Eテレ              | 平日 08:11 - 08:26（15分） | 平日 16:01 - 16:16（15分） |
|                         |                            |                            |
| 2003.04.07 - 2005.04.01 |                            |                            |
| 教育→Eテレ              | 平日 08:10 - 08:25（15分） | 平日 16:00 - 16:15（15分） |
|                         |                            |                            |
| 2005.04.04 - 2010.03.26 |                            |                            |
| 教育→Eテレ              | 平日 08:15 - 08:30（15分） | 平日 16:00 - 16:15（15分） |
|                         |                            |                            |
| 2010.03.29 - 2011.03.25 |                            |                            |
| 教育→Eテレ              | 平日 08:25 - 08:40（15分） | 平日 16:00 - 16:15（15分） |
|                         |                            |                            |
| 2011.03.28 - 2014.03.28 |                            |                            |
| 教育→Eテレ              | 平日 08:25 - 08:40（15分） | 平日 16:21 - 16:36（15分） |
|                         |                            |                            |
| 2014.03.31 - 2015.03.27 |                            |                            |
| 教育→Eテレ              | 平日 08:25 - 08:40（15分） | 平日 16:20 - 16:35（15分） |
|                         |                            |                            |
| 2015.03.30 - 2017.03.31 |                            |                            |
| 教育→Eテレ              | 平日 08:25 - 08:40（15分） | 平日 16:15 - 16:30（15分） |
|                         |                            |                            |
| 2017.04.03 - 2021.03.26 |                            |                            |
| 教育→Eテレ              | 平日 08:25 - 08:40（15分） | 平日 16:05 - 16:20（15分） |
|                         |                            |                            |
| 2021.03.29 - 2022.04.01 |                            |                            |
| 教育→Eテレ              | 平日 08:10 - 08:25（15分） | 平日 16:05 - 16:20（15分） |
|                         |                            |                            |
| 2022.04.04 -2023.03.31  |                            |                            |
| 教育→Eテレ              | 平日 08:10 - 08:25（15分） | 平日 16:00 - 16:15（15分） |
|                         |                            |                            |
| 2023.04.03 - 2025.03.28 |                            |                            |
| 教育→Eテレ              | 平日 08:10 - 08:25（15分） | 平日 15:55 - 16:10（15分） |

## 番組の特徴
放送開始当初の東京新聞「TV&芸能スクランブル」の記事によると、当時子守がわりに乳幼児にテレビを見せている世帯が多い調査結果と、子ども番組では幼児以上対象の番組しか存在しなかったことから、「それなら0 - 2歳児向けの番組を開発しよう」ということで開発がスタートしたという。同記事によると、番組はこの年齢層への配慮を踏まえている。例えば同じ被写体を映している途中に別アングルのカメラに切り替えると、この歳の子どもは被写体が変わったと認識してしまう恐れが判明したため、同一コーナー内ではアングル切替がない。
放送開始当初のキャッチフレーズは「赤ちゃんが初めて出会うテレビ」。
アニメーションの構成を担当した絵本作家の木村裕一によれば、画像をシンプルにしてインパクトのある絵にしぼる、色や形をはっきりさせる、見ている子どもに直接呼びかける画像を多くして、バーチャルに映像の中に入っていけるよう工夫することなどを心がけているという。
また、番組プロデューサーの坂上浩子（2008年当時）は、子どもが受け身でなく能動的に見ることができる番組を追求し、子どもが集中しやすいよう映像はなるべくシンプルにし、複雑な旋律やボーカルが入る音楽も避け、キャラクターには子どもが好む赤やピンク、丸い形を多く使ったとしている。言葉がわからない乳児にも楽しめるようにして、反応を引き出し、親がその反応から子どもの興味を把握し、上手に遊んであげられるようにすることも番組の目的であり、「この番組はテレビを消した後のほうが大事」としている。
同じく、番組プロデューサーの鈴木知子（2017年当時）は、『おかあさんといっしょ』との差別化をはかるために、赤ちゃん向けに≪シンプルに≫≪短いコーナーで≫≪音と映像の組み合わせ≫≪感覚に訴えかけるもの≫を作ろうということになったとしており、番組がはじまった当初から、専門の先生方に番組を見てもらい、赤ちゃんの反応を定期的に見ていると述べている。また、「おねえさん、おにいさん」として上からではなく、"うーたんもワンワンもゆきちゃんもみーんなおともだち”と視点を低くして作っているという。
こうした配慮はNHK内に1979年に発足した「二歳児テレビ番組研究会」の成果を踏まえたものとされる。

## キャラクター・出演者

### 着ぐるみキャラクター
| キャラクター | 操演・声 | 特徴 |
| ------------ | -------- | --- |
| ワンワン     | チョー   | - 1996年1月15日のパイロット版より参加している、大きな犬の男の子。詳細は個別記事を参照。 |
| ジャンジャン | 足立夏海 | - ワンワンの友達の茶色い犬の男の子。青いスカーフをしている。ワンワンとは幼なじみで、ワンワンと同じく5歳の犬の男の子。いたずらが大好き。2013年4月から後述の『ワンワンわんだーらんど』に出演。 - 2015年発売のDVD『いないいないばあっ! おててタッチ!』の特典映像「ジャンジャン、ジャンコがやってきた!」で妹のジャンコとともに出演しているが、本放送での初出演は不明である。 - 2016年には本放送で毎週木曜日にジャンジャンのコーナーが設けられ、さらに2017年1月から「ジャンジャンのおさんぽ」というコーナーがはじまるなど露出が増えたため、ワンワンが番組を引退し、ジャンジャンがメインになるのではないかという憶測がインターネット上で多くなされた。 - 『おとうさんといっしょ』などの振り付けを担当している振付師の足立が声と操演を担当しており、『ワンワンわんだーらんど』ではしばしばダンスを披露するほか、ステージ上、客席を縦横無尽に走り回る。 |

### 操り人形キャラクター

#### レギュラー
| 代 | キャラクター | 声                          | 任期                         | 特徴 |
| -- | ------------ | --------------------------- | ---------------------------- | --- |
| 4  | ぽぅぽ       | 齋藤彩夏                    | 2023年4月3日 -               | - 頭のカラフルな「ぽんぽん」がチャームポイントの赤ちゃん。 - 天真らんまんでのんび～りしてるが、おもしろそう!と思ったら、ぽぽぽぽーんと飛びつく。 - ぽんぽんとやさしくなでられるのがだ～いすきな甘えん坊。 - 2024年4月からは『ワンワンわんだーらんど』にも出演開始。ワンワンと同様、本放送と兼任する。                                                                                              |
| 3  | うーたん     | 間宮くるみ                  | 2003年4月7日 - 2023年3月31日 | - 音楽の国の妖精。詳細は個別記事を参照。 - 2023年3月31日をもって、はるちゃんと共に通常放送を卒業。同年4月から2024年3月までは進級扱いで『ワンワンわんだーらんど』のみに出演した。 |
| 2  | くぅ         | 川田妙子 （代役：本井えみ） | 1997年4月7日 - 2003年4月4日  | - 雲の妖精。ピンク色の体で、頭がモヒカン（弁髪）である。 - 両親共に雲。高い声を出す。目が小さい。 - 2003年4月4日をもって、りなちゃん、ダーダと共に番組を卒業。 - 20周年スペシャルで13年ぶりに登場し、歴代のおねえさんとも共演。 |
| 2  | ダーダ       | 神代知衣                    | 2000年4月3日 - 2003年4月4日  | - 鳥の赤ちゃん。「ダーダ」としか喋らない。 - 前述のくぅと併用する形で出演した。 - 2003年4月4日をもって、りなちゃん、くぅと共に番組を卒業。 - 20周年スペシャルで13年ぶりに登場し、歴代のおねえさんとも共演。 |
| 1  | ペンタ       | 川田妙子                    | 1996年4月1日 - 1997年4月4日  | - 1996年1月15日のパイロット版よりワンワン、かなちゃんと共に出演した。 - パイロット版では文楽のように操演者が露わになった状態で人形を操演していたが、レギュラー放送開始に現在のキャラクターだけが見えるスタイルとなった。 - 星の子供。体は五芒星（ペンタグラム）形で、出っ歯。 - 1997年4月4日をもって、1年で番組を卒業。 - 20周年スペシャルでは、歴代のレギュラーキャラクターで唯一登場しなかった。 |

#### ぽぅぽの仲間達
| キャラクター | 声           | 特徴 |
| ------------ | ------------ | --- |
| まぁる       | くまいもとこ | ぽぅぽの年下のきょうだい。ぽぅぽのことが大好きで、よくまねっこをする。 |
| やーや       | くまいもとこ | ぽぅぽ&まぁるの親。いつもあたたかいおひさまのように子ども達に寄り添っている。                                                                                             |
| おっとー     | 阪口大助     | おっとりな性格。こだわり派で、虫を観察するのが大好き。ひとりっこで、とても大切にしているお人形といつも一緒にいる。                                                        |
| ちーちー     | 水野亜美     | 明るくフレンドリーな性格だが、ときどききまぐれな一面がある。話し方はまだ幼さがありつつも、自分の意見ハッキリいえるしっかりもの。「にーにー」の年下のきょうだい。          |
| にーにー     | 梶裕貴       | 2023年12月5日から登場。「ちーちー」の年上のきょうだい。面倒見がよく、ぽぅぽたちの「あこがれ」になりたいと思っている。おしゃれが好きで、ちょっぴり格好つけなところもある。 |

#### うーたんの仲間達
| キャラクター | 声                | 特徴 |
| ------------ | ----------------- | --- |
| ぐーたん     | 深雪さなえ        | 食いしん坊で食べるのが大好きなお腹の虫。音や匂いなどで美味しいものを感知すると頭の触覚がピコピコと反応する。手が無いのにスコップを持ったり、お片づけをしたりとても器用である。語尾に「ぐー」をつけて話す。うーたんとは遊び仲間で時々けんかをする事も。うーたんと同じく生活の躾を教わる立場。 |
| バコン       | 東サオリ          | おもちゃ箱に顔と手と尻尾、車輪が4つ付いていて頭には唐草模様の風呂敷をかぶっている。おっとりした話し方で、うーたんを叱らずにお片づけを教える。あんぱんが好物。 |
| ハミガキマン | 柴本浩行          | 青い歯ブラシの姿で赤いマントを背負った正義の味方。オシャレでちょっとキザ。うーたんに歯磨きを教える。 |
| モウフー     | 石川寛美          | 毛布を中央でつまみ上げた形に顔が付いている。就寝用の赤い帽子を被り、眠そうな目をしている。穏やかな性格で、うーたんを優しく包んで寝かしつけてくれる。 |
| チャップン   | 宮田幸季 菊地祥子 | 男の子と女の子の水滴の兄妹。うーたんに手洗い・入浴を促す。なお、チャップンは2人まとめての名前で、単独での名前はない（後述のクックーとキャンキャンも同様）。 |
| クックー     | 石川寛美 筒美奈子 | 双子の青い靴の兄弟。冒険好きでうーたんを色んな場所へ連れて行ったり、一緒に遊んだりする。 |
| ベンキー     | 園部啓一          | トイレの国の王様。洋式便器に巻き髪と髭が付いている。穏やかに話し、うーたんをトイレに誘う。 |
| オマルン     | 東サオリ          | 日本風の跨がるタイプのおまるの姿をしている。うーたんをトイレに促してくれる。実際にうーたんが使う時はベンキーの上に居て補助便座としての役割をする。 |
| ローリー     | なし              | ベンキーのお付きの者でラッパを持ったトイレットペーパーのコンビ。 |
| ローラー     | なし              | ベンキーのお付きの者でラッパを持ったトイレットペーパーのコンビ。 |
| ティーちゃん | 城雅子            | 2007年から登場。うーたんよりちょっぴりお姉さん。ピンクのティッシュ箱に顔と手足が付いている。おしゃれでおしゃまな性格。うーたんの鼻水を拭いてくれる。 |
| キャンキャン | なし              | 2011年3月28日から登場。2匹の犬。喋ることはできず、鳴く事のみ。 |
| ゴットン     | 松本健太          | 2013年から登場。ダンボールで出来た機関車。前部分に顔がついている。頭の煙突は元気な時ほどくるくる回る。うーたんより少しだけお兄さん。スクリューの付いた翼のようなアタッチメントを装着することで水中を、白いヘッドカバーとジェットを装着することで宇宙空間を移動できるようになる。うーたんを色んな場所に乗せて行き、「赤いもの」「三角形のお菓子」など、各回決まった特徴のものを一緒に探す。なお、2015年3月30日からはアニメーション「ノリノリ!のりものタウン」に、ワンワンカーとともに主人公格として登場している（後述）。アニメーションにはうーたんは登場しない。 |
| バケッパ     | 芝原チヤコ        | 2015年から登場。お化けの兄弟。パッパは「パッパ」としか喋らない。 |
| パッパ       | 川田妙子          | 2015年から登場。お化けの兄弟。パッパは「パッパ」としか喋らない。 |

#### 特別編のみ登場
2003年1月に放送された特別編では当時のキャラクターであるくぅとダーダが登場せず、代わりにオリジナルのキャラクターが1度限りで登場した。
| キャラクター | 声       | 特徴 |
| ------------ | -------- | --- |
| マルマ       | 川田妙子 | - 髪の毛は紫色で顔と体は茶色と歴代のキャラクターの中でもかなり特異な容姿の操り人形キャラクター。 - 好きな遊びはボール遊びと、積み木遊び。 |
| かくじい     | チョー   | - 顔がサイコロの様な形状をしており、前後左右の4面が感情を表す表情になっていて、その時の感情にあった表情に顔を回転させる。 - 基本的にマルマの祖父の様な存在。 - 積み木を積んでいた時ワンワンに何をしているかを聞かれた際、「仕事中」と答えた。 |

### おねえさん（女の子）
2016年1月および7月の20周年スペシャルでは、当時の前任であったゆうなちゃんと、声のみではあるが4代目までの歴代おねえさん役が総出演した。
| 代 | キャラクター | 役者       | 任期                          | 特徴 |
| -- | ------------ | ---------- | ----------------------------- | --- |
| 8  | おうちゃん   | 武石桜華   | 2023年4月3日 -                | - 2023年3月27日より加入した。先代の卒業の週から先行して登場し（その際は大体1分位の出演）、同年4月3日より正式に就任。 - 一人称は「おうか」。 - 衣装は黄色と緑を基調としている。 |
| 7  | はるちゃん   | 倉持春希   | 2019年4月1日 - 2023年3月31日  | - 2019年3月25日より加入した。先代の卒業の週から先行して登場し（その際は大体1分位の出演）、同年4月1日より正式に就任。 - 一人称は「はるき」。 - 衣装は赤と緑を基調としており、3代目のふうか（後述）の服装と類似している。 - 2023年3月31日をもって、うーたんと共に通常放送を卒業し、同年4月から『ワンワンわんだーらんど』に進級する。 |
| 6  | ゆきちゃん   | 大角ゆき   | 2015年3月30日 - 2019年3月29日 | - 2015年3月23日より加入。先代の卒業の週から先行して登場し（その際は大体1分位の出演）、同年3月30日より正式に就任。 - 一人称は「ゆき」。 - 衣装は、上半身は頭に小さな赤い花が並んだ髪飾りを付け、左右の襟の色が緑と赤の黄色いシャツに、背中に丸い模様のあるローズレッドのベストを着用。下半身は丸い模様の付いたピンクのかぼちゃパンツと、左右が赤色と緑色の靴を履いている。先行出演期間中は先代・ゆうなちゃんの衣装（後述）を水色ベースにした衣装を着用していた。 - 好きな歌は「チャックのうた」（2015年当時）。撮影の際に使用したピンクのノートがお気に入りだった。 - 好きなコーナーは「ゆきのおままごと」（2015年当時）。 - 「ミニ」には当初は登場していなかったが、2017年度から登場するようになった。 - 2019年3月29日をもって通常放送を卒業し、同年4月より『ワンワンわんだーらんど』に進級した。 - 卒業にあたっては『ワンワンわんだーらんど』で全国を旅するため、特大リボン付きのスーツケースがプレゼントされたという。 |
| 5  | ゆうなちゃん | 杉山優奈   | 2011年3月28日 - 2015年3月27日 | - 2011年3月28日より、キャンキャン（犬の操り人形）とともに仲間入りした。 - 一人称は「ゆうな」。 - 好きな歌は「おそらのしたで」（2015年当時）。 - 好きなコーナーは「まねっこマーチ」での動物のモノマネ（2015年当時）。動物の鳴きまねが得意で、本物さながらの鳴き声を披露していた。 - ロケを積極的に行っており、北海道での雪遊びが一番の思い出だという。 - 2015年3月27日をもって通常放送を卒業し、同年4月から2019年3月まで『あつまれ!ワンワンわんだーらんど』に出演した。 - 衣装は通常放送出演時代・『ワンワンわんだーらんど』共に、花をイメージした黄色い衣装を基調としている。 - ことちゃん同様、『ワンワンわんだーらんど』では年齢をワンワンにいじられることが多い。 |
| 4  | ことちゃん   | 空閑琴美   | 2007年4月2日 - 2011年3月25日  | - 操り人形のティーちゃんと同時に2007年4月2日より番組に加入。 - 一人称は「ことみ」。「コトコトコトコト、ことみだよ」が決め台詞。 - 衣装は赤を基調としており、上は半袖のハイネックニットとベストの組み合わせで下は裾がバルーンになったキュロットスカート。冬服に赤い長袖のボレロがあった他、番組内容に合わせてエプロンや帽子などを着用することもあった。頭には緑の葉と赤い実の付いたカチューシャをしていた。 - 好きな歌は「ブンブン ブキューン!」「ぽっかぽかの のーびのび」「みーてみて みてみんぱぁ!」「リック・リック・ラン!」（2015年当時）。 - 好きなコーナーは「赤ちゃんと1対1で遊ぶコーナー」（＝「ことちゃんとあそぼ」）や絵を紹介するコーナー（＝「お友達の絵の紹介」）（2015年当時）。 - 積極的に野外ロケを行っており、1年目は5月放送の「ジャンプ!ジャンプ!ジャンプ!」収録と富士山麓でのロケ、2年目には北海道、3年目の4月には宮崎県でのロケが行われた。 - 「おにぎり ぽん!」の収録の際、初めて回転台に乗って踊ったので最初はすごくこわかったという。 - 2009年7月、教育テレビ放送50周年記念スペシャルコンサート「ETV50 キャラクター大集合 とどけ!みんなの元気パワー 〜輝け!こども番組元気だ!大賞〜」に出演。 - 歴代おねえさんの中では唯一、通常放送とステージショー『あつまれ!ワンワンわんだーらんど』のレギュラー出演を兼任していた。(2010年度のみ) - また「あつまれ！ワンワンわんだーらんど」の初代お姉さん。 - 2011年3月25日をもって通常放送を卒業し、『あつまれ!ワンワンわんだーらんど』に出演を一本化。2015年3月29日まで出演した。 |
| 3  | ふうか       | 原風佳     | 2003年4月7日 - 2007年3月30日  | - 2003年4月7日より、うーたん（3代目操り人形）と共に仲間入りした。 - 一人称は「ふうか」。他のおねえさんとは異なり「ちゃん」付けではなく、番組内でも「ふうか」と表示されていた。 - 衣装は妖精をイメージした黄緑色を基調に、赤、オレンジが施されていた。 - 2003年夏にNHK開設50周年を記念したコンサート「テレビまつりだ! ぐ〜チョコランタンとともだちいっぱいオンステージ」にワンワン、りなちゃんとともに出演した。「オーディションの時にも緊張しなかったのに、人生ではじめてっていうぐらい緊張した」という。 - りなちゃんや、ことちゃん以降のおねえさんと異なり、スタジオ収録ばかりでロケはほとんど行わなかった。「ずっとロケしたいなって言っていた」が、任期の最後の年である2006年に「最初で最後の」ロケを行った。このロケを上記の50周年記念コンサートの出演とともに「一番楽しかったこと」と卒業直後の2007年のインタビューで答えており、また2015年のインタビューでもロケと50周年記念コンサートについての思い出を話している。ロケは神奈川県横須賀市観音崎で行われた。 - 好きな歌は「げんき げんき!」と「ねこねこしゃんしゃん」（2015年当時）。「げんき げんき!」について、2007年のインタビューの際には「お家でもテレビを見てて流れたりすると、一緒にうたっちゃったりします」としている。 - 好きなコーナーは自身の「ピコピコ絵」(ドット絵風のアニメーション)にアフレコする「レッツゴー!ふうか」（2015年当時）。 - 「できたできた」という工作のコーナーではしゃべりながら手を動かすことが難しかったという。 - 出演する赤ちゃんには撮影前に「おはよう」などと話しかけていたという。 - ワンワンには冷たく、ワンワンの主張に反論ばかりしていた。 - 歌では自身の夢をテーマにした「ふわふわふうか」という曲も作られた。 - 2007年3月30日をもって番組を卒業した。 |
| 2  | りなちゃん   | 斉藤里奈   | 1999年4月5日 - 2003年4月4日   | - 1999年4月5日より仲間入りした。 - 一人称は「りな」。 - 衣装は、前任かなちゃん（後述）後期を受け継ぎ、足はピンクのタイツ、胸にはハートマーク、そして帽子。1999年4月 - 2001年3月まで長袖に両手に手袋をして出演していたが、2001年4月から半袖に変わり、手袋もしなくなった。 - 好きな曲は「きらりらきらりん」「てんきだげんきだ」ほか（2015年当時）。 - 好きなコーナーは工作コーナーの「できたできた」（2015年当時）。 - 2015年のインタビュー時には親子で「いないいないばあっ」を視聴しており、一番好きなコーナーはたいそうの「わ〜お!」で、全力で踊れるとしている。 - スタジオ収録の合間にチョーといつもおしゃべりしており、「ねぇ、ワンワーン」が口癖になってしまい、自宅でも父親に「ねぇ、ワンワン」と話しかけてしまうことがあったという。 - 2003年4月4日をもって、くぅ、ダーダと共に番組を卒業。 - 2003年夏、「ぐ〜チョコランタンとともだちいっぱい!オンステージ」にゲスト出演し、ワンワンと後任ふうかとともに出演した。 |
| 1  | かなちゃん   | 田原加奈子 | 1996年4月1日 - 1999年4月2日   | - 1996年1月15日のパイロット版よりワンワン、ペンタと共に出演した。 - 一人称は「かなこ」。 - 衣装は、番組開始時はピンクのプードルの衣装だったが、1997年春から黄色を基調とした衣装（後任りなちゃんに受け継がれた衣装）となった。後期の衣装は「虹のイメージ」だったという。 - 好きな歌は「ピーポポパッたら電話」と「おふろでチャップン」（2015年当時）。 - 出演している赤ちゃんに対して、「対赤ちゃん」というより「友だち」という感覚で接していたという。 - チョーによれば、いわゆる「教育番組のお姉さん」の型にはまっていない、子どもたちに媚びないところが好評で、その自然な雰囲気が子どもたちには魅力的だという。また、乗せると彼女自身がドンドン出てきてそれが魅力的なので、台本通りのセリフをしゃべらせないようにもっていったという。 - 1999年3月、NHKチャリティーコンサート「おかあさんといっしょとゆかいななかま」に出演した。 - 1999年4月2日をもって番組を卒業。同番組の歴代おねえさんのなかでは、唯一3年で卒業した。 |

### 子役の赤ちゃん
体操、なりきり遊びのコーナーなどに出演する。ワンワン役のチョーはこの子役の赤ちゃんが「いないいないばあっ!」の「主役」「主人公」であると述べている。衣装はおねえさん交代などの番組リニューアルの度に変更され、男女によって色やデザインに違いはない。劇団に所属する1歳半 - 2歳半（時期により変動）の子役からオーディションで選ばれており、スタジオの特殊な環境に慣れない子は泣き出してしまい撮影が困難となるため、一般公募は行われていない。2019年5月現在、テアトルアカデミー所属の赤ちゃんが23名出演している。撮影に際しては、カメラの近くに父母が必ず付き添っていて、逃げ出す子は自由にしてそのまま放送し、泣いている子は親になだめてもらい、落ち着くのを待って撮影している。オーディションは半年に1回開催され、700 - 800人が参加。カメラ前で元気に体操できるかなどを審査し、最終的に30人が選ばれ、合格者を15人ずつの2グループに分け、各グループを交互に収録している。番組プロデューサー（2013年当時）によれば、半年間出演すると子供たちは現場に慣れて、体操も上達するため、収録していて成長を実感できるという。なお、本番組より上の年齢層を対象としている『おかあさんといっしょ』では、出演する子供の一般公募が行われている。2020年度以降は新型コロナウイルスの影響のため、不参加となっていたが、コロナが終息した2023年度より復活した。

#### 元・子役の赤ちゃん
学童期以降も活躍している主な出身者
- 増山加弥乃 1996年
- 伊倉愛美 1996年
- 細山貴嶺 1997年
- 松田昂大 1998年
- 荒井健太郎 1998年
- 橋口恵莉奈 1998年後半
- 大谷玲凪 1999年頃[40]
- 飯塚萌木 2000年4月 - 9月
- 小林翼 2000年後半
- 太田力斗 2001年後半
- 神月柚莉愛 2002年頃
- 春名風花 2002年後半
- 松田七星 2003年
- 藤田悠希 2003年
- 奥田こころ 2005年
- 毛利恋子 2006年
- 鈴木福[注 7] 2006年
- 福田美姫 2007年4月 - 9月
- 堰沢結衣 2008年
- 豊嶋花 2008年後半
- 加藤憲史郎 2009年
- 土屋希乃 2010年前半
- 川瀬翠子 2013年
- 鈴木楽 2015年
- アレン明亜莉クレア 2017年

## コーナー

### オープニング
2003年からのふうか期以降、おねえさんが代替わりするごとにオープニングが変更されるようになった。いずれも曲の冒頭と終わりに「いないいないばあ」という歌詞が入るのが通例となっている。2015年のゆきちゃん期から映像が実写となったほか、季節ごとに映像が変更される演出がなされるようになった。2023年のおうちゃん期からのオープニングはゆうなちゃん期以来のアニメーションが登場した。
| 曲名                                  | 期間                          | 作詞       | 作曲       | 特徴 |
| ------------------------------------- | ----------------------------- | ---------- | ---------- | --- |
| いないいないばあっ!                   | 1996年4月1日 - 2003年4月4日   | 雄鹿美子   | 濵田理恵   | 同オープニングのみ作曲者の濵田理恵が歌った。また、唯一複数のおねえさんにまたがって使用されたオープニングである。1997年4月7日からは冒頭部分のアレンジが変更され、映像も雲をイメージしたアニメーションに刷新された。 |
| いないいないばあっ!〜音楽の国〜       | 2003年4月7日 - 2007年3月30日  | 濵田理恵   | 濵田理恵   | 同オープニングより番組出演者（ワンワン、おねえさん、操り人形キャラクター）が歌っている。 |
| いないいないばあっ!〜もりのくに〜     | 2007年4月2日 - 2011年3月25日  | もりちよこ | 佐藤直紀   | 岩井俊雄が製作した手作りおもちゃ「リベットくん」を使用したオープニング。 |
| いないいないばあっ!〜おひさまのくに〜 | 2011年3月28日 - 2015年3月27日 | 川嶋可能   | 川嶋可能   | ミニでは大幅に省略したオープニングとなる。 |
| いないいないばあっ!〜あそびのくに〜   | 2015年3月30日 - 2019年3月29日 | 栗原正己   | 栗原正己   | 前作まではアニメーションだったが、同オープニングより実写となった。羊毛フェルトでつくられたワンワン、うーたん、ゆきちゃんと様々な動物たち（リス、うさぎ、ハリネズミ、アライグマなど）が登場する。自然の風景は3 - 7月頃は春の野原、7 - 9月頃は浜辺、9 - 11月頃は秋の畑、12 - 2月頃はゲレンデと季節ごとに変化する。オープニングの最後に卵（冬は雪だるま）が割れ、ワンワン、うーたん、ゆきちゃんとひよこが「いないいな〜い…ばあっ」飛び出すシーンがあるが、飛び出すキャラクターと「いないいな〜い…ばあっ」と歌うキャラクターが日によって異なる仕様となっていた。ミニではオープニングがない為、使用されていない。羊毛フェルト人形の制作はアニメーター、人形作家の荒井牧子。羊毛フェルト人形の動物たちは、ゆきちゃんの任期中のインターミッション、「みんなでゴー!」（春・冬バージョン）や「でんしゃだいすき!」「あっあめだ!」の歌の映像でも使用された。20周年スペシャルでは歴代のおねえさんとくぅとダーダも登場した（ジャンジャンは夏のみ） |
| いないいないばあっ!〜えがおのくに〜   | 2019年4月1日 - 2023年3月31日  | 竹中あこ   | 大森俊之   | 前作同様実写でのオープニング。木製の人形のワンワン、うーたん、はるちゃんが同じく木製の汽車に乗って登場する。そのほか季節ごとに様々な動物たち（クマ、ゾウ、キリン、サルなど）が登場する。この動物たちはインターミッションにも登場する。 |
| いないいないばあっ!～まんまるのくに～ | 2023年4月3日 ‐                | 山下真木子 | 山下真木子 | 丸いワンワン、ぽぅぽ、おうちゃんのアニメーション。コンサートやほっとソングすぺしゃる、クリスマスすぺしゃるなどでは、東京フィルハーモニー交響楽団が演奏する。 |

### たいそう
赤ちゃんの子役たちとワンワン、おねえさんが音楽にあわせて体を動かす。一つのたいそうがおねえさん2代にわたって使用されるのが通例となっている。「ハイハイ」「寝転がる」「しゃがんで立ち上がる」「走り回る」「飛び跳ねる」など、いずれの体操にも見られる共通の動作がある。20周年にあたる2016年度には、「ちびっこマンたいそう」、「ぐるぐるどっか〜ん!」、「わ〜お!」を組み合わせた「たいそうスペシャルメドレー」が放送された。2020年度以降は新型コロナウイルスの影響のため、赤ちゃんの子役たちは不参加となっていたが、コロナが終息した2023年度より赤ちゃんの子役の出演が復活した。
| 曲名                 | 期間                          | 作詞                    | 作曲       | 体操 | 備考     |
| -------------------- | ----------------------------- | ----------------------- | ---------- | --- | -------- |
| ちびっこマンたいそう | 1996年4月1日 - 2003年4月4日   | 阿部直美                | 濵田理恵   | - ワンワン、かなちゃん（1996年4月1日 - 1999年4月2日） - ワンワン、りなちゃん（1999年4月5日 - 2003年4月4日）       |          |
| ぐるぐるどっか〜ん!  | 2003年4月7日 - 2011年3月25日  | 里乃塚玲央              | 小杉保夫   | - ワンワン、ふうか（2003年4月7日 - 2007年3月30日） - ワンワン、ことちゃん（2007年4月2日 - 2011年3月25日）         |          |
| わ〜お!              | 2011年3月28日 - 2019年3月29日 | もりちよこ              | 小杉保夫   | - ワンワン、ゆうなちゃん（2011年3月28日 - 2015年3月27日） - ワンワン、ゆきちゃん（2015年3月30日 - 2019年3月29日） |          |
| ピカピカブ〜!        | 2019年4月1日 -                | ラッキィ池田 前山田健一 | 前山田健一 | - ワンワン、はるちゃん（2019年4月1日 - 2023年3月31日） - ワンワン、おうちゃん（2023年4月3日‐ ）                   | [ 注 9 ] |

### なりきり遊び
赤ちゃんの子役たちとワンワン、おねえさんが動物や乗り物などになりきってものまねをする。ふうか期の「まねまねワンワン」以降はおねえさんが交替するごとに楽曲が変更されるようになった。2020年度以降は前述の影響のため、赤ちゃんの子役たちは不参加となっていたが、コロナが終息した2023年度より赤ちゃんの子役の出演が復活した。
| 曲名             | 期間                  | 作詞                | 作曲         | 参加 | 備考                                                             |
| ---------------- | --------------------- | ------------------- | ------------ | --- | ---------------------------------------------------------------- |
| まねっこドンドン | 1996年4月 - 2003年3月 | NHKファミリー番組部 | 旭純         | - ワンワン、かなちゃん（1996年4月1日 - 1999年4月2日） - ワンワン、りなちゃん（1999年4月5日 - 2003年4月4日） | 唯一複数のおねえさんにまたがって使用された。                     |
| まねまねワンワン | 2003年4月 - 2007年3月 | 鳥山あかね          | 鳥山あかね   | ワンワン、ふうか                                                                                            |                                                                  |
| なれなれなあれ   | 2007年4月 - 2011年3月 | 加藤千晶            | 井上ヨシマサ | ワンワン、ことちゃん                                                                                        |                                                                  |
| まねっこマーチ   | 2011年4月 - 2015年3月 | 菅野祐悟            | 菅野祐悟     | ワンワン、ゆうなちゃん                                                                                      |                                                                  |
| まねね まねね    | 2015年4月 - 2019年3月 | 山下真木子          | 山下真木子   | - ゆきちゃん（2015年度、2016年度） - ワンワン、ゆきちゃん（2017年度、2018年度）                             | 歴代のなりきり遊びで初めてワンワン不参加となる（2016年度まで）。 |
| なっちゃおう     | 2019年4月 - 2023年3月 | 山口優              | 山口優       | ワンワン、はるちゃん                                                                                        |                                                                  |
| まねっこ ぽん!   | 2023年4月 -           | 藤本功一            | 藤本功一     | ワンワン、おうちゃん                                                                                        |                                                                  |

### コーナー

#### アニメーション
| コーナー名                      | 期間                                          | 備考 |
| ------------------------------- | --------------------------------------------- | --- |
| どうよう                        | (MMXVI)                                       | 編曲は福田和禾子（ことちゃん期まで）、山下康介（ゆうなちゃん期〜はるちゃん期）、松永貴志（おうちゃん期以降）。映像はいもとようこ（ことちゃん期まで）、よしざわけいこ（ゆうなちゃん期〜はるちゃん期）、実写（おうちゃん期以降）。 |
| つみきでどうぶつ                | 2001年 - （MMXVI）                            | CGの積み木が何らかの動物の形になり、実写の動物に変身する。 |
| ながぐつのぶか                  | 2005年4月 -（MMXVI）                          | 黄色い長靴の「ぶか」が登場するコマ撮りアニメ。子供目線での自然との触れ合いがテーマ。お供にカエルがしばしば登場する。 |
| トマトちゃん                    | 2005年4月 - （MMXVI）                         | トマトのトマトちゃんがかくれんぼなどをして遊ぶ。トマトちゃんは主に3人登場する。生後6ヶ月から理解出来ているとされる数の概念がテーマ。パペットアニメーション。 |
| くっつきます!                   | 2006年 - （MMXVI）                            | 野菜さんや果物さんたちが合体して動物になる。 |
| ニョロニョロパーク              | 2003年4月 - （MMXVI）                         | 白くて大きめの玉を父親、黄・赤・青の小さめの玉を子供に見立てたコマ撮りアニメ。 |
| ど〜こだ？                      | 2009年4月 - （MMXVI）                         | 「かくれんぼだいすき」の歌とともにの動物や虫がかくれんぼをする。 |
| びりびりびり                    | 2010年4月 - （MMXVI）                         | ビリビリ破いたいろがみが動物や乗り物になる。 |
| コロンちゃん                    | 2011年4月 - 2016年3月                         | コロン（パッコロリンのキャラクター）が、生活の中でいろいろな体験をする（パックンやリンも登場するが、稀にどちらか片方とコロン或いはコロンだけの内容もある）。うーたんといっしょのコーナー、またはおともだちのしつけの様子の後に放送されることが多い。現在はほとんど放送されていない。これにより、コロンの『いないいないばあっ!』への出演が無くなった。 |
| きりんの りんちゃん             | 2010年4月 - （MMXVI）                         | |
| モニョモニョ                    | 2008年 - （MMXVI）                            | ユサキフサコの粘土アニメ。モーフィングの様に次々と物や動物が姿を変えて現れる。 |
| おえかきにらめっこ              |                                               | 画用紙から絵が飛び出して顔になり、画面に向かってにらめっこする。 |
| フワフワたべもの                | りなちゃん期 -（MMXVI）                       | 料理を作るアニメーション。布など手芸素材が使われている。 |
| なんのおと？                    | りなちゃん期 - （MMXVI）                      | 毛糸を使ったアニメーション。 |
| むしむしくん                    | 2000年4月 - 2019年3月                         | いもむしのむしむしくんが、テレビの前の子供たちに話しかける（これは後に「コロンちゃん」や「パッコロリン」でも用いられている）。2016年1月放送分の「20周年スペシャル」以降は3DCGアニメーション映像となった。 |
| モールアニメ                    | ことちゃん期 -（MMXVI）                       | カラーモールが動物の形になる。 |
| 季節の色アニメーション          | ことちゃん期 - （MMXVI）                      | 米正万也のアニメーション。春、夏、秋、冬の四部作。 |
| ○△□のダンス                     | ことちゃん期 - （MMXVI）                      | |
| やさしいタングラム              | インターミッション、 ことちゃん期 -（MMXVI）  | |
| だれのおうち?                   | インターミッション、 ことちゃん期 - （MMXVI） | おうちの中にいる動物のシルエットが、影絵と同じに窓に映る。 |
| さいごにあれれ?                 | インターミッション、 ことちゃん期 -（MMXVI）  | ねずみやにわとりなどの「ばあっ!」に続いて、異なる動物（ゾウなど）が最後に「ばあっ!」をする。 |
| おなじとちがう                  | ことちゃん期 - （MMXVI）                      | カエルくんの鳴き声に続いて、次の鳴き声の主は? |
| のりものくもっぴー              | ことちゃん期 -（MMXVI）                       | お空の雲がいろいろな乗り物に姿を変える。 |
| タオルん                        | 2013年4月 - （MMXVI）                         | タオルを折ったり、丸めたり。いろんな形に変身するコマ撮りアニメ。 |
| えほんくん                      | 2014年4月 - （MMXVI）                         | えほんくんの中からいろいろなものが飛び出してくるコマ撮りアニメ。 |
| ぶうちゃんのおさんぽ            | 2014年4月 - （MMXVI）                         | こぶたのぶうちゃんがお外へお出かけするアニメーション。小さな出会いと発見の物語。 |
| きょうのバスてい                | 2014年4月 - （MMXVI）                         | バスに乗っている動物などをシルエットからあてっこするアニメーション。 |
| クレヨンちゃん                  | 2014年4月 - （MMXVI）                         | クレヨンちゃんがある形に色々お絵かきするアニメーション。 |
| おさらでダンス                  | 2014年4月 -（MMXVI）                          | 本物の野菜を使ったコマ撮りアニメ。BGMは「だいこんどですか」。 |
| ノリノリ!のりものタウン         | 2015年4月 -（MMXVI）                          | ゴットンやワンワンカー、その他の乗り物たちが住んでいるのりものタウンのアニメーション。 |
| まる・さんかく・しかく          | 2015年4月 -（MMXVI）                          | まる・さんかく・しかくの動きを見ていると、気持ちがわかってくる不思議なアニメーション。 |
| ゆうなのパタパタアニメ          | ゆうなちゃん期                                | コマ撮りされたゆうなちゃんがデフォルメされた動物たちがいる不思議な世界に入り込み、背景がパタパタ開いたりすることでお話が展開する。 |
| このくもなあに？                | ことちゃん期 -（MMXVI）                       | 空に浮かぶ雲がグライダーによって削られて、いろいろなものの形になる。 |
| のりもの                        | ことちゃん期 -（MMXVI）                       | ピンク色の物体が乗り物の形に姿を変える。後半は実写。 |
| ことちゃんアニメ                | ことちゃん期                                  | |
| ピコピコふうか                  | ふうか期                                      | ドット絵ふうかのアニメーション。ふうか本人が吹き替え。「ことちゃんアニメ」の前身。 |
| できるかな?                     | かなちゃん期、 りなちゃん期                   | 歌とアニメを通して、生活習慣を楽しく身につける。「うーたんといっしょ」の前身。 |
| おっきいのとちっちゃいの        | ことちゃん期                                  | くまの親子が、おおきいものとちっちゃいものとで遊ぶ。 |
| いないいないだーれだ            | りなちゃん期、 ふうか期                       | |
| カエルのかまたさん              | ふうか期                                      | |
| あっちー と がーお              | ふうか期                                      | |
| パオーンちゃん                  | ふうか期                                      | |
| かくれんぼストリート            | ふうか期                                      | |
| ビービーとバビー ビバビバハウス | りなちゃん期、 ふうか期                       | |
| ボンゴボンゴ                    | ふうか期                                      | |
| 色あそび                        | ふうか期                                      | |
| ふわふわポポタン                | りなちゃん期                                  | |
| にらめっこ                      | かなちゃん期、 りなちゃん期                   | |
| どきどきあそび                  | かなちゃん期 - ふうか期                       | まるやさんかくの顔をしたキャラクターが遊ぶ。 |
| トムトム☆ブー                   | りなちゃん期                                  | 後に独立して放送された。 |
| いろいろZOO                     | かなちゃん期 - ふうか期?                      | |
| ねんどくん                      | かなちゃん期、 りなちゃん期                   | |
| いないいないばあっ!             | かなちゃん期、 りなちゃん期                   | 動物さんが画面に向かっていないいないばあっ! 2000年にリニューアル。 |

## 楽曲
番組内で使用される楽曲は「赤ちゃん向けの歌をつくる」ということを一貫しており、1分から2分でつくられている。様々な作詞家、作曲家、絵本作家、脚本家、ミュージシャンなどが楽曲を提供しており、提供した楽曲が多い人物としては、作詞は三浦徳子、さねよしいさ子、桑原永江、作曲は小杉保夫、中谷靖、つんくなどが挙げられ、濱田理恵、加藤千晶らは作詞・作曲いずれも多くの楽曲を提供している。作詞・作曲の組合せとしては三浦徳子・つんくのコンビが最も多い。楽曲を提供した有名ミュージシャンとしては近藤真彦、ホフディランの小宮山雄飛、渡辺慎（ワタナベイビー名義）、ゆずの北川悠仁、K、GReeeeNなどが挙げられる。番組プロデューサーの鈴木知子のインタビューによれば、「名前の知られている有名な方に」と狙っているわけではなく、つんくや北川悠仁については作詞家などの番組関係者からの紹介によったという。また、作詞・作曲は「言葉を大切にしたい」ということから基本的に詞が先につくられる「詞先」のパターンが多い。一方で、「わ〜お!」などのたいそうの曲については、赤ちゃんの発達を刺激する動きをベースに開発しているため、「詞先」ならぬ「動先」となるという。
楽曲はおねえさんが代わっても歌い継がれていくものが複数あり、「ピッシャンポン」については、りなちゃんからゆきちゃんまで五世代にわたって歌われている。なお、番組中はオリジナル楽曲以外に一般的な童謡（「ぞうさん」「かえるの合唱」など）も歌われるが、ここではオリジナル楽曲のみ挙げる。オリジナル楽曲は、おねえさん、ワンワン、うーたんらが歌う曲のほか、「うーたん人形劇」でうーたんとその仲間たちが歌う生活習慣（食事、おきがえ、ごみ捨て、トイレ、ねんね、シャンプーetc.）に関する歌がある。後者はおねえさんが交替しても、基本的に映像・楽曲ともにそのまま使用される。

### おうちゃん期の新曲
※一部は『ワンワンわんだーらんど』ではるちゃんが歌っている。
- あぷあぷあっぷっぷ♪（作詞：ありたろう 作曲：増田太郎 アニメーション：最後の手段）
- いちにっ!せーの!（作詞：もりちよこ 作曲：タカハシペチカ）
- ウピ・ウピ（作詞：桑原永江 作曲：オムトン）
- おうちゃんのえかきうた（作詞：竹中あこ 作曲：大森俊之）
- おっ！さかな（作詞：鈴木香里武 作曲：川嶋可能）
- おめでとう！ペポパポ！（作詞：遊佐未森 作曲：栗原正己）
- きらきらタッチ（作詞・作曲：Saori 編曲：保本真吾）
- キラン キラン びろ～ん!（作詞・作曲：つんく 編曲：大久保薫）
- グルグルブンブン（作詞・作曲：GRe4N BOYZ[注 10]）
- じゃじゃじゃ ジャ～ン!（作詞：すずきかなこ 作曲：岩崎貴文）
- だいすき!ボボボンボール!（作詞：濱田理恵 作曲：小杉保夫）
- ハグキのうた[注 11][注 12]（作詞：ピコ太郎 作曲：グリーグ 編曲：古坂大魔王）
- ふゆだ ひゃっほっほ～い!（作詞・作曲：瓜生明希葉 編曲：斎藤ネコ）
- フルーツ プルプル（作詞・作曲：つんく）
- ぽぅぽのえかきうた（作詞・作曲：大森俊之）
- ぽんたか おせんべい（作詞・作曲：平野航）
- もくもくも（作詞・作曲：原田郁子）
- ヤーダヨーヤーダヨー[注 13][注 14]（作詞：ピコ太郎 作曲：アラム・ハチャトゥリアン 編曲：古坂大魔王・辻󠄀峰拓）
- やっほー☆（作詞・作曲：GReeeeN）
- ンジャナナナ!（作詞：桑原永江 作曲：斎藤ネコ）

#### ぽぅぽとその仲間たちが歌う曲
※特記がないものは全て（作詞：金杉弘子 作曲：川嶋可能）
- あーおいしい!（作詞・作曲：平野航）
- あめあめ ぷぷぷぷぽーん!
- いっしょに ん～しょ
- おきがえ しゅるっぽん!（作詞：加藤千晶 作曲：小杉保夫）
- おはようぽっぽー
- かーしーて
- かたづけ わけわけ
- ごみごみぽいぽい
- ちらりん ぽっ
- にっこり ぽっ
- ばいきん ジャジャッジャー
- はみがき シュッカシュッカ（作詞：さねよしいさ子 作曲：Asu）
- ふわほほほ
- へっちゃらおむつマン!（作詞：濱田理恵 作曲：小杉保夫）
- わけっこ わけっこ

### はるちゃん期の新曲
※一部は『ワンワンわんだーらんど』でゆきちゃんが歌っている。末尾に記号のついている曲は、後にリメイクまたはそのまま放送されているもの。▽はおうちゃん期。□は「ほっとソングすぺしゃる」で放送されたもの。
- あたらしい いちにち（作詞・作曲：イノトモ）
- あんよあんよ よーいどん（作詞：小島よしお 作曲：小宮山雄飛）
- いいことありそうだ!（作詞：つんく 作曲：弾厚作[注 15] 編曲：鈴木俊介・大久保薫）▽
- いっこ にこ だっこ（作詞：さかもとわか 作曲：松永貴志）▽
- いないいいないトマトちゃん（作詞：きらけいぞう 作曲：濱田理恵）
- うちのおじいさん おばあさん（作詞：まど・みちお 作曲：柴草玲）
- うどんのじかんです!（作詞・作曲：平野航）
- おえかき いろ・いろ（作詞：桑原永江 作曲：加藤千晶）
- おおきくなぁれ（作詞：チョー 作曲：チョー・大森俊之）
- オーレ!（作詞・作曲：TAMA TSUBOI）
- おへそだよ!（作詞：すずきかなこ 作曲：栗原正己）
- おむすびちゃんちゃんちゃん（作詞：もりちよこ 作曲：岩崎貴文）▽
- かぜさん ふわり（作詞・作曲：チョー）
- かんがるー（作詞：まど・みちお 作曲：栗原正己）
- キリンさん（作詞：まど・みちお 作曲：柴草玲）
- ぐにゅぐにゅにょろにょろ（作詞：三浦徳子 作曲：山下真木子）
- ぐるぐる わ〜い!（作詞：さねよしいさ子 作曲：ザッハトルテ）
- さわったよ（作詞：新沢としひこ 作曲：栗原正己）
- ダカランド（作詞・作曲：GReeeeN）▽[注 16]
- たのしいパンのじかんです!（作詞・作曲：平野航）
- テトテトテトテトテ（作詞・作曲：GReeeeN）▽
- トントントン（作詞・作曲：山下真木子）
- なぞなぞレストラン（作詞・作曲：鳥山あかね）
- にじいろリボン（作詞：三浦徳子 作曲：つんく）
- にっこり ほっこり（作詞・作曲：北川悠仁）
- ねえねえなあに（作詞・作曲：さねよしいさ子）
- はるちゃんのえかきうた（作詞・作曲：加藤千晶）
- バンバンザイ（作詞・作曲：GReeeeN）
- ピョンピョンアニマルパーティー[注 17]（作詞：ピコ太郎 作曲：ブラームス 編曲：古坂大魔王）▽
- ボタンのぼうや（作詞：まど・みちお 作曲：栗原正己）
- またね☆（作詞・作曲：GReeeeN）
- ミラーミー（作詞・作曲：ビューティフルハミングバード）
- ゆらゆら（作詞・作曲：北川悠仁）
- 夜のたんけんたい（作詞・作曲：Saori 編曲：保本真吾）□[注 18]
- ワンワン☆ダンス（作詞：ラッキィ池田 作曲：宮野弦士）▽[注 16]

#### うーたんとその仲間たちが歌う曲（はるちゃん期の曲）
- キャップ ポン!（作詞・作曲：鳥山あかね）
- ごみごみポイ（作詞：小峰公子 作曲：中谷靖）
- だいじょうぶんぶん（作詞：すずきかなこ 作曲：小杉保夫）

### ゆきちゃん期の新曲
※一部は『あつまれ!ワンワンわんだーらんど』でゆうなちゃんが歌っている。末尾に記号のついている曲は、後にリメイクまたはそのまま放送されているもの。■ははるちゃん期、▽はおうちゃん期。□は「ほっとソングすぺしゃる」で放送されたもの。
- あっけらかんかん（作詞：もりちよこ 作曲：栗原正己）
- あわわ。（作詞・作曲：さねよしいさ子）■▽
- いいねいいね!（作詞：藤本ともひこ 作曲：つんく）
- うさぎさんがきてね（作詞：まど・みちお 作曲：山下真木子）■
- えらいこっちゃの おにぎりくん（作詞：中川ひろたか 作曲：藤井宏一）
- おひさま ほわわ（作詞：加藤千晶 作曲：大森俊之）
- おやまにいこう（作詞・作曲：山下真木子）
- かんぱーい!!（作詞・作曲：北川悠仁 編曲：保本真吾（CHRYSANTHEMUM BRIDGE））■
- がんばれ がんば!（作詞・作曲：小宮山雄飛）
- くまさん（作詞：まど・みちお 作曲：山下真木子）■
- けけけ（作詞：すずきかなこ 作曲：栗原正己）■
- こっこっ ころりんちょ（作詞・作曲：大塚彩）
- さぁあるこ（作詞・作曲：加藤千晶）[注 19]
- サンキュ!ワンワン399（作詞：三浦徳子 作曲：小杉保夫）■
- じゃんぐるビート（作詞・作曲：ワタナベイビー）
- じゃんじゃん!ジャンプ!!（作詞・作曲：北川悠仁）▽□[注 20]
- シンバルシャーン（作詞・作曲：山本正之 編曲：神保正明）
- ずーっといっしょ（作詞：三浦徳子 作曲：つんく）□[注 21]
- タオルでマンボ（作詞：桑原永江 作曲：馬飼野康二）
- だいすきの木（作詞・作曲：北川悠仁）
- たねたね（作詞・作曲：さねよしいさ子）■▽
- チャックのうた（作詞・作曲：山下真木子）
- なつなつ キラキラ!（作詞：ラッキィ池田 作曲：栗原正己）■
- にこにこ んぱ!（作詞：藤本ともひこ 作曲：中谷靖）
- ね〜んど ねんど（作詞：すずきかなこ 作曲：イトケン）
- のりものステーション（作詞・作曲：つんく）■▽□[注 22]
- はなのいろ（作詞・作曲 ： 山本正之）
- ほっぺっぽ!（作詞：もりちよこ 作曲：前山田健一）
- ポポポポポーズ（作詞・作曲：GReeeeN）
- ほめられちゃった（作詞：関根勤 作曲：K）■▽
- マックロカゲロン（作詞：新沢としひこ 作曲：田中馨）
- まる、まるっ（作詞：三浦徳子 作曲：つんく）
- みんなでゴー!（作詞・作曲：遊佐未森）▽
- ゆきちゃんのえかきうた（作詞・作曲：加藤千晶）
- ワンツー!パンツー![注 23]（作詞：すずきかなこ 作曲：小杉保夫）■▽
- ワンワンのこもりうた（作詞・作曲：チョー 編曲：山口優）[注 24]

#### うーたんとその仲間たちが歌う曲（ゆきちゃん期の曲）
- おきがえ ぴょんぴょこぴょん!（作詞：大塚彩 作曲：大橋恵）■
- だいじだもん（作詞・作曲：加藤千晶）■
- フーッ、ちゃっぽんぽん（作詞：三浦徳子 作曲：中谷靖）■

### ゆうなちゃん期の新曲
※末尾に記号のついている曲は、後にリメイクまたはそのまま放送されているもの。△はゆきちゃん期、■ははるちゃん期、▽はおうちゃん期。●は「ガッチャンポンコーナー」で放送されたもの。□は「ほっとソングすぺしゃる」で放送されたもの。一部（しっぽしっぽ おっぽっぽなど）は『あつまれ!ワンワンわんだーらんど』でことちゃんが歌っている。
- あ・そ・ぼっ（作詞：小峰公子 作曲：井上ヨシマサ）
- いち、にの、さーん!（作詞：桑原永江 作曲：西田マサラ）●
- おそらのしたで（作詞：新沢としひこ 作曲：小杉保夫）■□[注 25]
- おててタッチ!（作詞・作曲：ワタナベイビー）
- おなまえなぁ〜に？（作詞：もりちよこ 作曲：たなかひろかず）
- かいじゅうオッス（作詞：桑原永江 作曲：小杉保夫）▽
- カエデの木のうた[注 26]（作詞：三浦徳子 作曲：つんく 編曲：湯浅公一）△■▽
- カキ コキ こ・お・り（作詞：ラッキィ池田 作曲：中谷靖）
- ク〜ネクネ!（作詞：さねよしいさ子 作曲：小杉保夫）
- くらげのぷわりん（作詞：加藤千晶 作曲：大森俊之）△■
- くるりっとっぱ（作詞：新井洋行 作曲：藤井宏一）
- コロコロ コロン[注 27]（作詞・作曲：大塚彩）
- さむいの ヘイ!チャララン（作詞：もりちよこ 作曲：山下康介）
- ざぶーん!いいゆだね（作詞：小峰公子 作曲：つんく）△
- しっぽしっぽ おっぽっぽ（作詞：ラッキィ池田 作曲：小宮山雄飛）
- じゅわわわ〜〜ん!（作詞：石川優美 作曲：坂出雅海）
- ステキな たまご!（作詞：濵田理恵 作曲：川嶋可能）
- ソラハアオイヨ（作詞：三浦徳子 作曲：つんく）△□
- て・て・て・て（作詞：新沢としひこ 作曲：濱田理恵）△■
- ドロリンチョ!（作詞：西内としお・鳥山あかね 作曲：鳥山あかね）
- どんだけドーナツ!?（作詞：さねよしいさ子 作曲：中谷靖）■
- ねえ ちいさなありさん（作詞：谷口國博 作曲：堀井勝美）
- パチパチ パレードっ!（作詞：みうらよしこ 作曲：つんく）□
- パッパ らっぱ（作詞：三浦徳子 作曲：つんく）△■□[注 20]
- ピコタン ピコポン（作詞：新沢としひこ 作曲：大橋恵）
- ひよこ おんど♪（作詞：桑原永江 作曲：後藤次利）
- フー（作詞：桑原永江 作曲：栗原正己）
- ふわふわ ふふふ わふわふ（作詞・作曲：加藤千晶）■
- プレゼント（作詞：大塚彩 作曲：山下真木子）△
- べじべじ・すうぃんぐ（作詞：もりちよこ 作曲：下田卓）
- ポイブーブー（作詞：新沢としひこ 作曲：小杉保夫）△
- みんなでワッショイ!（作詞・作曲：小杉保夫）△●[注 28]
- ゆうなのえかきうた（作詞・作曲：加藤千晶）
- ゆめ・ぽっぽっぽっ（作詞：すずきかなこ 作曲：加藤千晶）

#### うーたんとその仲間たちが歌う曲（ゆうなちゃん期の曲）
- おやすみモウフー（作詞・作曲：さねよしいさ子 編曲：西田マサラ）△
- クックトコ クックー（作詞：大塚彩 作曲：加藤千晶）△■
- ゴットン トン（作詞：新井洋行 作曲：川嶋可能 編曲：イトケン）△
- シュ・ララ ティーちゃん（作詞：もりちよこ 作曲：小杉保夫）△
- だっこしてギュッ!（作詞：チョー 作曲：チョー、大森俊之）
- チャプ チャプ チャップン（作詞・作曲：荒木尚美 編曲：永田太郎）
- トイレ よいとこ よっといれ（作詞：新沢としひこ 作曲：大森俊之）△
- ハミガキマン さんじょう!（作詞：里乃塚玲央 作曲：大橋恵）△
- はんぶんこ!（作詞：すずきかなこ 作曲：栗原正己）△■
- バコンってば バ・コ・ン（作詞：加藤千晶 作曲：中谷靖）
- ぺっこぺこ!ぴっこぴこ!（作詞：鈴木崇 作曲：栗原正己）△

#### 「ゆうなのおててあそび」の曲
- おにぎり おにぎり（作詞・作曲：加藤千晶）
- キュキュキュのうた（作詞・作曲：山下真木子）
- くるくるじゅーす（作詞・作曲：加藤千晶）
- たんぽぽ ぽん!（作詞・作曲：大塚彩）
- ブーブーおさんぽ（作詞・作曲：濱田理恵）△
- もりのふくろうさん（作詞・作曲：山下真木子）

### ことちゃん期の新曲
※末尾に記号のついている曲は、後にリメイクまたはそのまま放送されているもの。★はゆうなちゃん期、△はゆきちゃん期、■ははるちゃん期、▽はおうちゃん期。●は「ガッチャンポンコーナー」で放送されたもの。□は「ほっとソングすぺしゃる」で放送されたもの。
- いもむしさんの うんどうかい（作詞・作曲：濵田理恵）
- うみにいこう（作詞・作曲：山下真木子）★△■▽
- おにぎり ぽん!（作詞：小峰公子 作曲：大森俊之）△
- おちゃ ちゃちゃちゃ（作詞：桑原永江 作曲：宮川彬良）
- おひさまとダンス（作詞：小峰公子 作曲：井上ヨシマサ）★□[注 29]
- かえる スッピョコタ（作詞：加藤千晶 作曲：小杉保夫）
- くっつんこ（作詞：もりちよこ 作曲：西田マサラ）★
- くれよんのうた（作詞・作曲：さねよしいさ子 編曲：加藤千晶）★△■
- くんくん ふんふん いいにおい（作詞：すずきかなこ 作曲：鳥山あかね）
- GOGO★パンダ（作詞：武藤京 作曲：近藤真彦 編曲：小松洋一）★△
- ことみのえかきうた（作詞・作曲：加藤千晶）
- ころころりんとごろごろごん（作詞：里乃塚玲央 作曲：小杉保夫）★△▽
- こんにちは!ったらラッタンタン（作詞：加藤千晶 作曲：小杉保夫）
- ジャンプ!ジャンプ!ジャンプ!（作詞・作曲：濵田理恵）★●[注 30]
- すぷ〜んちゃん（作詞：もりちよこ 作曲：栗原正己）★
- たいこたいこ どんどん!（作詞：桑原永江 作曲：山下康介）★△●□[注 30][注 20]
- タッチしちゃおう!（作詞・作曲：濵田理恵）
- つん つん ぽったん（作詞：濵田理恵 作曲：西田マサラ）★
- でっかいなあ!（作詞：三浦徳子 作曲：小杉保夫）★△
- てぶくろ・パッ!（作詞：さねよしいさ子 作曲：吉良知彦）
- でんしゃだいすき!（作詞：里乃塚玲央 作曲：福田和禾子）★△▽●□[注 30][注 20]
- とんとんトマトちゃん（作詞：きらけいぞう・濵田理恵 作曲：濵田理恵）★△■□
- なんのおとキュキュキュ（作詞：加藤千晶 作曲：中谷靖）※本放送では使われず、CDのみに収録。
- パクパクフラダンス（作詞：チョー 作曲：大森俊之・チョー）★
- はしって ダアー!（作詞：三浦徳子 作曲：つんく 編曲：高橋諭一）
- ハックションのうた（作詞：さねよしいさ子 作曲：中谷靖）
- バナナ・ブッブー（作詞：もりちよこ 作曲：坂出雅海）★
- ぱぱぱやパン（作詞：加藤千晶 作曲：中谷靖）
- ぴくぽく とけい（作詞：加藤千晶 作曲：山下康介）
- ふうせんは そらと ともだち（作詞：新沢としひこ 作曲：小杉保夫）★△[注 31]■▽
- ふしぎなふしぎ（作詞：三浦徳子 作曲：中谷靖）★■▽
- ふゆがやってきたーっ!（作詞：三浦徳子 作曲：つんく 編曲：高橋諭一）★●[注 32]
- ブンブン ブキューン!（作詞：三浦徳子 作曲：つんく 編曲：高橋諭一）
- ペンギン☆ペンギン（作詞・作曲：鳥山あかね）△■▽
- ぽっかぽかの のーびのび（作詞：小峰公子 作曲：井上ヨシマサ）
- みかんちゃんのうた[注 33]（作詞・作曲：ワンワン）
- みーてみて みてみんぱぁ!（作詞・作曲：鳥山あかね）
- ゆきだるまのユキちゃんと（作詞：桑原永江 作曲：中谷靖）★△●[注 32]
- ゆきのこ（作詞・作曲：大塚彩）★▽[注 16]
- リック・リック・ラン!（作詞：さねよしいさ子 作曲：西田マサラ）★
- ワッハハハ!!（作詞・作曲：濵田理恵）

#### うーたんとその仲間たちが歌う曲（ことちゃん期の曲）
- うれしいな ありがとう（作詞：日暮美佐 作曲：濵田理恵）★△
- おかお ふきふき!（作詞：日暮美佐 作曲：鈴木崇）★
- おふろチャップン!チャップンプン!（作詞：もりちよこ 作曲：佐藤直紀）★△
- カエロッテ・カエラッタ（作詞：津田真一 作曲：大森俊之）★△
- かして いいよ（作詞：津田真一 作曲：三井誠）★△
- ごきげん シャンプップー!（作詞：濵田理恵 作曲：藤井宏一）★△
- こんにちはして ニッコニコ!（作詞：日暮美佐 作曲：西田マサラ）★△
- シュシュシュでハハハ!（作詞：加藤千晶 作曲：西田マサラ）★△■
- じゅんばんばん（作詞：桑原永江 作曲：藤井宏一）★△■
- それゆけ うんちっち〜!（作詞：さねよしいさ子 作曲：加藤千晶）★△
- ただいまーのがっき♪ならそう!（作詞：鳥山あかね 作曲：井上ヨシマサ）★△
- ちょっこり ほっこり ひとやすみ（作詞：日暮美佐 作曲：吉良知彦）★△
- ツギツギ ウキウキ ※本放送で1回だけ放送された曲。
- ティッシュでキュ!ティッシュでふーん!（作詞：桑原永江 作曲：藤井宏一）
- トイレでスー♪（作詞：加藤千晶 作曲：小杉保夫）★△■
- ばぁ!っておきがえ（作詞：津田真一 作曲：吉良知彦）★△
- パタパタ コトン!おかたづけ（作詞：すずきかなこ 作曲：井上ヨシマサ）★△
- ぱっくん も〜ぐも〜ぐ（作詞・作曲：鳥山あかね）★△■
- ぼうし なかよし!（作詞：日暮美佐 作曲：中谷靖）★△
- ポポイのポイ!（作詞：加藤千晶 作曲：大森俊之）★△
- ボンボン・シャボン（作詞：さねよしいさ子 作曲：さねよしいさ子・西田マサラ）★△■
- モウ フーッなきもち（作詞：三浦徳子 作曲：三井誠）★△■

### ふうか期の新曲
※末尾に記号のついている曲は、後にリメイクまたはそのまま放送されているもの。☆はことちゃん期、★はゆうなちゃん期、△はゆきちゃん期、■ははるちゃん期、▽はおうちゃん期。●は「ガッチャンポンコーナー」で放送されたもの。□は「ほっとソングすぺしゃる」で放送されたもの。
- いっぱい いーーっぱい!（作詞：桑原永江 作曲：栗原正己）
- うーたんとワンワンのえかきうた（作詞・作曲：加藤千晶）☆★△■
- うーたんのえかきうた（作詞・作曲：加藤千晶）☆★△
- かがみのフシギ（作詞：桑原永江 作曲：坂出雅海）
- カミカミ20（トゥエンティ）（作詞：三浦徳子 作曲：中谷靖）☆●[注 34]
- かもめのグライダー（作詞：三浦徳子 作曲：藤井宏一）☆
- げんきげんき!（作詞：小峰公子 作曲：佐藤直紀）△■
- しっぽのうた（作詞：桑原永江 作曲：知久寿焼）☆
- スーパーワンのうた（作詞：長島雄一 作曲：長島雄一・大森俊之）☆★△■□
- セボン・デ・めん!（作詞・作曲：パトリック・ヌジェ）
- だいこんどですか（作詞：加藤千晶 作曲：中谷靖）☆★
- テケテケて（作詞：里乃塚玲央 作曲：上野洋子）
- パクパクおんど（作詞：チョー 作曲：チョー・井上ヨシマサ）☆★△■▽
- パピプでポーン!（作詞：里乃塚玲央 作曲：小杉保夫）●
- ふうかのえかきうた（作詞・作曲：加藤千晶）
- ふわふわふうか（作詞：さねよしいさ子 作曲：栗原正己）
- ぼうしのひみつ（作詞：里乃塚玲央 作曲：小杉保夫）
- 夕やけわっしょい!（作詞：三浦徳子 作曲：井上ヨシマサ）☆
- ラッキー☆うーたん（作詞・作曲：種ともこ）☆
- ワンワンのえかきうた（作詞・作曲：加藤千晶）☆★△

#### うーたんとその仲間たちが歌う曲（ふうか期の曲）
- いっしょいっしょ（作詞：津田真一 作曲：小杉保夫）
- いろんなみちあるこ（作詞：津田真一 作曲：上野洋子）
- おそとであそぼ（作詞：潮永光生 作曲：上野洋子）
- おやすみうーたん（作詞：潮永光生 作曲：吉良知彦）※CDなどには収録されていない。
- かたかた おかたづけ（作詞：潮永光生 作曲：小杉保夫）
- シャン・シャン・シャンプー（作詞：津田真一 作曲：小杉保夫）
- たべるのだいすき（作詞：潮永光生・津田真一 作曲：濵田理恵）
- たべるのだいすき 〜のりまき〜（作詞：潮永光生・津田真一 作曲：濵田理恵）
- たべるのだいすき 〜ホットケーキ〜（作詞：潮永光生・津田真一 作曲：濵田理恵）
- トイレにいっといれ（作詞：潮永光生 作曲：濵田理恵）
- ハラペコぐーたん（作詞：津田真一 作曲：濵田理恵）
- みがけ!ハミガキマン（作詞：津田真一 作曲：濵田理恵）
- みずたまチャップン（作詞：津田真一 作曲：小杉保夫）
- モウフーとあそぼ（作詞：津田真一 作曲：吉良和彦）

### りなちゃん期の新曲
※末尾に記号のついている曲は、後にリメイクまたはそのまま放送されているもの。◇はふうか期、☆はことちゃん期、★はゆうなちゃん期、△はゆきちゃん期、■ははるちゃん期、▽はおうちゃん期。●は「ガッチャンポンコーナー」で放送されたもの。□は「ほっとソングすぺしゃる」で放送されたもの。
- あそぼ!あそぼっ!（作詞：濵田理恵 作曲：小杉保夫）
- あんよあんよマーチ（作詞：小峰公子 作曲：吉良知彦）◇☆
- うれしくなっちゃう音がスキ（作詞・作曲：濵田理恵）
- おかし大スキ!（作詞：濵田理恵 作曲：小杉保夫）◇
- おててと てとて（作詞：小峰公子 作曲：吉良知彦）◇
- おもちモチモチ（作詞：里乃塚玲央 作曲：小杉保夫）◇■●[注 30]
- カエルのココロ（作詞：濵田理恵 作曲：矢口博康）◇
- 風のおはなし[注 35]（作詞：三浦徳子 作曲：大森俊之）◇★△■▽
- きらりらきらりん（作詞・作曲：濵田理恵）◇★△▽●[注 30]
- ぐるぐるクッキー（作詞：三浦徳子 作曲：大森俊之）
- せんたくじゃぶじゃぶ（作詞・作曲：尾崎亜美）◇☆△●□[注 30][注 20]
- そうじきロック（作詞：里乃塚玲央 作曲：小杉保夫）◇☆★△●[注 36]
- 旅がらすワン太郎（作詞：三浦徳子 作曲：富田伊知郎）◇★△▽□[注 20]
- ちゅるるんラーメン（作詞：田口道明 作曲：小杉保夫[注 37]）◇△▽●□[注 30][注 20]
- てんきだ げんきだ（作詞：日暮真三 作曲：濵田理恵）◇★●□[注 30][注 20]
- とってもとってもハクション!（作詞：濵田理恵 作曲：福田和禾子）
- にょきにょきっ!（作詞：桑原永江 作曲：藤井宏一）◇☆
- のりもののりのり（作詞：三浦徳子 作曲：藤井宏一）◇●[注 30]
- はじめてはじめて（作詞：三浦徳子 作曲：小杉保夫）◇★△▽□[注 20]
- ピッシャンポン（作詞・作曲：さねよしいさ子 編曲：西田マサラ）◇☆★△●□[注 32][注 20]
- ママから聞いたこと（作詞：三浦徳子 作曲：濵田理恵）
- マル・サンカク・シカク（作詞：東多江子 作曲：小杉保夫）
- 虫のおんがくたい（作詞：鳥山あかね 作曲：小杉保夫）◇☆★■▽
- 雪ん子ワルツ（作詞・作曲：遊佐未森 編曲：大森俊之）◇■
- ワンワンパラダイス（作詞：三浦徳子 作曲：小杉保夫）◇☆★■●□[注 30][注 20]

ほか

#### くぅ・ダーダが歌う曲
- みんなでコンチッチ（作詞：雄鹿美子 作曲：濵田理恵）
- ムギュッとパパ（作詞：濵田理恵 作曲：栗原正己）

ほか

### かなちゃん期の新曲
※末尾に記号のついている曲は、後にリメイクまたはそのまま放送されているもの。◯はりなちゃん期、◇はふうか期、☆はことちゃん期、★はゆうなちゃん期、△はゆきちゃん期、■ははるちゃん期、▽はおうちゃん期。●は「ガッチャンポンコーナー」で放送されたもの。□は「ほっとソングすぺしゃる」で放送されたもの。
- あっ あめだ!（作詞：田口道明 作曲：旭純）◯△■▽
- いっぽ・にほ・さんぽ（作詞：日暮真三 作曲：福田和禾子）◯◇
- うさぎはピョン!（作詞・作曲：濵田理恵）
- おでかけ どっすんこ!（作詞・作曲：濵田理恵）◯◇
- おふろでチャップン（作詞・作曲：濵田理恵）◯
- カッチコッチとけい!（作詞：岡崎由紀子 作曲：旭純）◯◇
- 雲のレストラン（作詞：三浦徳子 作曲：濵田理恵）◇
- こちょこちょ（作詞：弥勒 作曲：小六禮次郎）◯
- コンコンノック（作詞：桑原永江 作曲：みやざきみえこ）◯◇☆
- ねこねこしゃんしゃん（作詞・作曲：濵田理恵）◯◇
- ねばねば（作詞：三浦徳子 作曲：生方則孝）◯◇●■□[注 20]
- バウワウバッフン（作詞：濵田理恵 作曲：旭純）◯●[注 38]
- バタン バタン（作詞：三浦徳子 作曲：生方則孝）
- ピーポポパッたら電話（作詞・作曲：濵田理恵）◯◇●[注 30]
- ひとりっこカバッこ（作詞・作曲：尾崎亜美）◯◇△（当初はショートバージョンのみ、フルバージョンが出来たのはりなちゃん期から）
- ヘヘヘのハハハ（作詞・作曲：平岩佐和子） ◯◇
- ぽよよん ゼリーとプリン（作詞：平方宏明 作曲：大森俊之）◯◇★▽●□[注 30][注 39]
- ムシャムシャおばけ（作詞・作曲：朝比奈尚行）

#### ペンタ・くぅが歌う曲
- ウキウキ ヤッホー（作詞：平方宏明 作曲：大森俊之）◯
- おいしくたべよう（作詞・作曲：谷山浩子）◯
- おててシャワシャワー（作詞：雄鹿美子 作曲：旭純）◯
- おはなししたいのだあれ？（作詞・作曲：濵田理恵）◯
- がったんおまるの電車（作詞：阿部直美 作曲：おざわたつゆき 編曲：旭純）◯
- チーしちゃおう（作詞：三浦徳子 作曲：高井達雄）◯
- 月までシャンプー（作詞：三浦徳子 作曲：濵田理恵）◯
- ともだちハハハ（作詞：朝比奈尚行 作曲：濵田理恵）◯
- ねむねむファーオ（作詞：日暮真三 作曲：福田和禾子）◯
- パパとっと（作詞：日暮真三 作曲：福田和禾子）
- はみがき・しゅしゅしゅ（作詞・作曲：谷山浩子）◯
- ピコピコおかたづけ（作詞：わたなべもも 作曲：飛澤宏元）◯
- ほっぺにチュッ!（作詞・作曲：濵田理恵）

ほか

## いないいないばあっ!20周年スペシャル! 〜ずーっといっしょ!〜
2016年4月に放送20周年を迎えることから、同年1月2日（再放送は1月11日）に放送された30分間の特別番組。番組開始からの映像を織り交ぜながら、下記の内容で放送された。歴代のお姉さんからの 特別メッセージも、現在の写真付きで公開された。
- ワンワン、ゆきちゃん、ゆうなちゃんの北海道・黒岳ロケ撮影
  - ゆきちゃんにとっては初のロケ
  - 「わ〜お!」「ぐるぐるどっか〜ん!」「ちびっこマンたいそう」スペシャルメドレー
  - ロープウェイ乗車、虹の見える丘、雪・木の実・葉などでつくるワンワンの誕生日ケーキ
  - ワンワンが描いた、お姉さんたちや自身のイラスト入り連凧あげ
- むしむしくん
  - いもむしのむしむしくんが、テレビの前の子ども達に「名前は？」など話しかける3D映像
- ワンワン、歴代お姉さんたちのフエルト人形劇－夢の旅行
  - ゆうなちゃん以外の歴代お姉さんたちはここで声のみ出演（人形操作も本人）
  - うーたん、くぅ、ダーダなどキャラクターも登場
  - 「カエデの木のうた」（人形劇と、池田町・大峰高原の七色大カエデ定点撮影）
- 20周年記念ソング「ずーっといっしょ」 （作詞：三浦徳子 作曲：つんく）
  - 歌詞に歴代お姉さんたちの代表曲名が織り込まれているため、合わせるように当時の映像が使用された。
- 番組の一部はDVD『いないいないばあっ! 20周年スペシャル』に収録された。
- 2016年5月5日のこどもの日放送のNHKラジオ番組「今日は1日“家族三世代NHKキッズソング”三昧2016」では、番組20周年を記念して、ワンワン、うーたんと歴代のおねえさん、くぅが出演するスペシャルコーナーが放送された。番組内では撮影の思い出やそれぞれの思い出の曲が放送され、歴代おねえさんとワンワンによる「体操メドレー」が披露された。「体操メドレー」の際には全員が実際に立って踊りながら収録をおこなった[45]。なお、ラジオの収録の様子はDVD『いないいないばあっ! 20周年スペシャル』に収録されている。

## いないいないばあっ!ワンワン・ザ・ワールド
放送25周年特番。2021年4月29日放送。中国やベトナムなど海外で放送されている現地版「いないいないばあっ!」の内容を紹介する30分番組。案内人は鈴木福。スタジオゲストにジャンジャン、サボさん、シュッシュ。鈴木は1歳（2006年7月）の時に出演した本番組の「ぐるぐるどっか〜ん!」で芸能界デビューしている。

## 補足・エピソード
- 2006年9月6日放送分はアメリカ国際フィルム・ビデオ祭（第41回）の教育（未就学児/幼児）部門のゴールドカメラ賞（部門1位）を受賞している。受賞番組名は『いないいないばぁ!〜おててであそぼう!〜』[46]。
- ことちゃん期2年目に行われた北海道ロケ[28]は、後にカナダで催された第45回ヒューゴ・テレビ賞教育番組部門「奨励賞」受賞作品となった[47][48][49]。
- 高校野球などで夕方の放送時間が使用される時は朝のみの放送になるが、中途半端な時間に終わった（再放送の放送時間15分の内10分或いは5分だけ使用されて終了した）場合や、時間の埋め合わせで使う場合は、「いないいないばあっ!ミニ」（5分・10分版）が放送される。
- 1 - 3月放送分は12月までに撮り終わるので、おねえさん卒業の場合は12月に最後の収録が行われる（りなちゃん、ふうかの場合）。オーディションは11月に行われた。ただし、視聴者には直前まで明らかにされない。
- カメラのキタムラ系列の写真館「スタジオマリオ」では、ぐるぐるどっか〜ん!、わ〜お!などのたいそうのなりきり衣装やおねえさんのなりきり衣装を子供に着せてワンワン、うーたんの大きなぬいぐるみと写真撮影をする商品がある[50]。
- ベトナム語版ローカライズが制作されている。タイトルは"Ú Òa"（ウーア）で、VTV7（ベトナム国営放送の教育チャンネル）で2017年1月から放送[51]。制作は日本国際放送、制作指導はNHKエデュケーショナル。5分間の新作パートでは、ワンワン（WanWan）のほかに、ベトナム版のおねえさんとしてナナちゃん（NaNa）、オリジナルキャラクターのミャオミャオ（MeoMeo 2017年版は猫の着ぐるみを着た人間、2018年版は紫色の猫の着ぐるみ）が出演[52][53]。
- 中国語版ローカライズが制作されている。タイトルは"咿呀咿呀"（イヤイヤ）で、哈哈炫動衛視（上海メディアグループ傘下のBSテレビ局）で2017年7月1日から放送。
- ビルマ語版ローカライズが制作されている。タイトルは"တူတူရေဝါး"（トゥートゥーイェイワー）で、MNTVで2019年8月5日から放送。

## ステージショー

### ワンワンわんだーらんど
2010年度より『あつまれ!ワンワンわんだーらんど』の名前で年10回全国各地を回って行われるステージ番組。くわしくはこちら。2024年度現在は、本放送からはワンワンとぽぅぽが出演。

### ワンワンとあそぼう!ショー
番組の放送と併行して、関東地方を中心に日本全国でワンワンをメインとしたイベントも行われている。大規模なホールで行われるおかあさんといっしょのファミリーコンサートとは違い、会場は遊園地、百貨店、会館などさまざまで、おかあさんといっしょと比べるとその規模は小さい。
ショーの形態は様々だが、登場する人物は大きく分けると以下のパターンがある。
- ワンワン＋歌のお姉さん（阿部恵美子、岡野綾、松原美香、山野さと子、太田めぐみ、など）
- ワンワン＋体操のお兄さん／お姉さん（小嶋信之、藤原明美、など）
- ワンワン＋歌のお姉さん＋体操のお兄さん／お姉さん
- ワンワン＋うーたん＋歌のお姉さん＋体操のお兄さん／お姉さん

下に行くに従い、会場も大きくなる傾向にある。また、上記のパターンにダンスユニット（AKO☆P）が加わったり、かなちゃん、りなちゃん、ふうかがイベントに顔を見せることもある。なお、ワンワンはプレスコ（声の事前収録）によりチョー以外の者が操演に当たることが多いが、ワンワンの中にチョー本人が入って操演・生アテをしていることがある（「渋谷DEどーも」や「教育フェア」、「NHK文化祭」など渋谷のNHKで行うイベントに多い）。

### ワンワンまつり みんなでワッショイ
- ワンワン
- うーたん
- ジャンジャン
- ジャンコ
- りんたろう（ラフレクラン西村）
- もぐちゃん（加藤萌朝）

| 公演           | 会場                                               |
| -------------- | -------------------------------------------------- |
| 2014年8月2日   | 広島国際会議場 フェニックスホール                  |
| 2014年9月23日  | 江戸川区総合文化センター 大ホール                  |
| 2014年10月18日 | 越谷コミュニティーセンター（サンシティーホール）   |
| 2015年1月24日  | 仙台サンプラザホール                               |
| 2015年3月7日   | 宗像ユリックス・イベントホール                     |
| 2015年3月15日  | アイプラザ豊橋・講堂（2014年10月13日の振替公演）   |
| 2015年3月21日  | 横須賀芸術劇場                                     |
| 2015年4月5日   | オリックス劇場                                     |
| 2015年7月26日  | 呉市文化ホール                                     |
| 2015年9月21日  | ウエスタ川越                                       |
| 2015年9月22日  | 江戸川区総合文化センター                           |
| 2015年10月4日  | アイプラザ豊橋                                     |
| 2016年1月16日  | アルモニーサンク 北九州ソレイユホール              |
| 2016年3月13日  | 松戸・森のホール21                                 |
| 2016年3月21日  | 神戸文化ホール 大ホール                            |
| 2016年4月29日  | 仙台サンプラザホール                               |
| 2016年7月23日  | アイプラザ豊橋                                     |
| 2016年10月2日  | 厚木市文化会館                                     |
| 2016年11月20日 | ふくしま芸術文化ホール                             |
| 2016年12月24日 | 鹿児島市民文化ホール                               |
| 2017年3月5日   | 大阪国際会議場（グランキューブ大阪）               |
| 2017年3月11日  | 松戸・森のホール21（松戸市文化会館）               |
| 2017年3月18日  | 練馬文化センター 大ホール                          |
| 2017年4月23日  | 仙台サンプラザホール                               |
| 2017年7月16日  | アイプラザ豊橋                                     |
| 2017年9月24日  | 厚木市文化会館                                     |
| 2017年9月30日  | さいたま市文化センター                             |
| 2017年11月19日 | アルモニーサンク 北九州ソレイユホール              |
| 2018年3月17日  | 大阪国際会議場（グランキューブ大阪）メインステージ |
| 2018年3月21日  | 松山市民会館 大ホール                              |
| 2018年3月31日  | 新宿文化センター 大ホール                          |
| 2018年4月30日  | ニトリ文化ホール                                   |

### ワンワンといっしょ!夢のキャラクター大集合
主演のワンワンをはじめとしたNHKの出演者が多数登場するスペシャルステージ。2014年から2019年の1月下旬から2月に定期的に行われていた。このイベントには、開催当時の当番組のおねえさんや、「おかあさんといっしょ」のお兄さん・お姉さんは、一度も出演していない。

#### 魔女がおじゃましま〜ジョ!
2014年2月1日 - 2日に愛知県名古屋市南区の日本ガイシホールで公演。

##### 2014年の出演者
| 番組名               | 出演者・キャラクター                                                                                    |
| -------------------- | --- |
| いないいないばあっ!  | ワンワン（演・チョー）                                                                                  |
| おかあさんといっしょ | はいだしょうこ（19代目うたのおねえさん）                                                                |
| おかあさんといっしょ | ポコポッテイト - ムテ吉（声：くまいもとこ） - ミーニャ（声：加藤英美里） - メーコブ（声：ひなたおさむ） |
| おとうさんといっしょ | シュッシュ（演・柳原哲也）                                                                              |
| おとうさんといっしょ | ポッポ（演・野口かおる）                                                                                |
| おとうさんといっしょ | なお |
| おとうさんといっしょ | せいや                                                                                                  |
| パッコロリン         | パックン（声：折笠愛）                                                                                  |
| パッコロリン         | リン（声：水沢史絵）                                                                                    |
| パッコロリン         | コロン（声：かないみか）                                                                                |
| えいごであそぼ       | エリック                                                                                                |
| えいごであそぼ       | BO（声：ヴィナイ・マーシー）                                                                            |
| えいごであそぼ       | BEA（声：湯野川祐子フローレンス）                                                                       |
| みいつけた!          | コッシー（声：高橋茂雄）                                                                                |
| みいつけた!          | サボさん                                                                                                |
| みいつけた!          | オフロスキー                                                                                            |

- ダンサー
  - POWERBOMB
  - B-flat

#### 2014年の曲目リスト
1. オーバーチュア
2. YOUR BIRTHDAY
作詞 ： ブライアン・ペック / 作曲・編曲 ： 赤坂東児
3. だれにだっておたんじょうび
作詞 ： 一樹和美 / 補作詞・作曲・編曲 ： 上柴はじめ
4. ワンワンパラダイス
作詞 ： 三浦徳子 / 作曲 ： 小杉保夫
5. やだやだツイスト
作詞 ： 井出隆夫 / 作曲 ： 乾裕樹
6. ぼくコッシー
作詞 ： 高橋茂雄 / 作曲 ： 小杉保夫
7. あ・い・う・え・おにぎり
作詞・作曲 ： しゅうさえこ / 編曲 ： 福田和禾子
8. ナイナイナイ
作詞 ： 鈴木竹志 / 作曲 ： 堀井勝美
9. IF YOU'RE HAPPY AND YOU KNOW IT
編曲 ： 佐橋俊彦 / 作 ： （ライター） （あそびうた）
10. WHAT DO YOU WANNA DO?
作詞・作曲 ： エリック・ジェイコブセン
11. HEAD, SHOULDERS, KNEES AND TOES
編曲 ： 赤坂東児 / 作 ： （ライター） （あそびうた）
12. オフロスキーかぞえうた
作詞・作曲 ： 小林顕作 / 編曲 ： 西脇辰弥
13. 君に会えたから
作詞・作曲 ： 坂田修 / 編曲 ： 池毅
14. わ〜お!
作詞 ： もりちよこ / 作曲 ： 小杉保夫
15. 夢のかけら
作詞 ： やまさき十三 / 補作詞 ： 白峰美津子 / 作曲 ： 西脇辰弥
16. シアワセ
作詞・作曲 ： 坂田修 / 編曲 ： 池毅
17. あそびたいそう（第2）
作詞 ： 桑原永江 / 作曲 ： 小杉保夫
18. おひさまとダンス
作詞 ： 小峰公子 / 作曲 ： 井上ヨシマサ
19. D103のうた
作詞 ： 酒井義文 / 作曲 ： 小杉保夫
20. エビバテ オフロスキー
作詞・作曲 ： 小林顕作 / 編曲 ： 西脇辰弥
21. おしりフリフリ
作詞 ： のぶみ / 作曲 ： 中川ひろたか / 編曲 ： 赤坂東児
22. てびょうしおんがくたい
作詞・作曲 ： 新沢としひこ
23. あいうえおじさん
作詞 ： 平野航、舟越響子 / 作曲 ： 平野航
24. YOU CAN DO IT
作詞 ： PECK BRIAN / 作曲 ： 赤坂東児
25. はじめてのさよなら
作詞 ： 桑原永江 / 作曲・編曲 ： 松浦雄太

#### 春のプリンセスとおさむい将軍
2015年1月31日 - 2月1日に愛知県名古屋市南区の日本ガイシホールで、2015年2月21日 - 22日に神奈川県横浜市港北区の横浜アリーナで公演。

##### 2015年の出演者
| 番組名                          | 出演者・キャラクター                                                                                    |
| ------------------------------- | --- |
| いないいないばあっ!             | ワンワン（演・チョー）                                                                                  |
| おかあさんといっしょ            | 坂田おさむ（7代目うたのおにいさん）                                                                     |
| おかあさんといっしょ            | はいだしょうこ（19代目うたのおねえさん）                                                                |
| おかあさんといっしょ            | ポコポッテイト - ムテ吉（声：くまいもとこ） - ミーニャ（声：加藤英美里） - メーコブ（声：ひなたおさむ） |
| おとうさんといっしょ            | シュッシュ（演・柳原哲也）                                                                              |
| おとうさんといっしょ            | ポッポ（演・野口かおる）                                                                                |
| おとうさんといっしょ            | なお |
| おとうさんといっしょ            | せいや                                                                                                  |
| みいつけた!                     | オフロスキー                                                                                            |
| ニャンちゅうワールド放送局      | ニャンちゅう                                                                                            |
| あつまれ!ワンワンわんだーらんど | ジャンジャン                                                                                            |

- ダンサー
  - POWERBOMB (高井大輔、吉丸修一朗、奥村大輔、脇田伸悟、原田純、高島洋樹、餃島拓馬、中島智哉、高瀬育海、村田永路)
  - B-flat (石田望、西尾七海、矢嶋優花、星島蒼依)

#### 2015年の曲目リスト
1. ワンワンパラダイス
作詞 ： 三浦徳子 / 作曲 ： 小杉保夫
2. タンポポ団にはいろう!
作詞・作曲 ： 坂田修 / 編曲 ： 池毅
3. いっしょならへいきだよ
作詞 ： 高橋亜子 / 作曲 ： 大森俊之
4. おかあさんといっしょ モモタロ・ソーレソレ
作詞 ： 関和男 / 作曲 ： 岡山県民謡 / 編曲 ： 荒木尚美
5. キッチンオーケストラ
作詞 ： 坂田おさむ / 作曲 ： 堀井勝美
6. オフロスキーのちゃっぽんぶし
作詞・作曲 ： 小林顕作
7. 北風小僧の寒太郎
作詞 ： 井出隆夫 / 作曲 ： 福田和禾子
8. やるきまんまんマンとウーマン
作詞 ： 里乃塚玲央 / 作曲 ： 小杉保夫
9. ブンブン ブキューン!
作詞 ： 三浦徳子 / 作曲 ： つんく
10. わ〜お!
作詞 ： もりちよこ / 作曲 ： 小杉保夫
11. しろいともだち
作詞・作曲 ： 坂田修 / 編曲 ： 赤坂東児
12. やってみYO!
作詞・作曲 ： シライシ紗トリ
13. みんなで遊びたいニャ〜!
作詞 ： 竹村武司 / 作曲 ： YUPPA
14. オフロスキーかぞえうた
作詞・作曲 ： 小林顕作
15. おふろそうじナンバー1
作詞 ： 金杉弘子 / 作曲 ： 斎藤ネコ
16. ざぶーん! いいゆだね
作詞 ： 小峰公子 / 作曲 ： つんく
17. ヤッホ・ホー
作詞・作曲 ： 坂田修 / 編曲 ： 後藤郁夫
18. 風と踊ろう
作詞・作曲 ： 坂田おさむ

#### 真冬の大運動会
2016年1月30日 - 31日に愛知県名古屋市南区の日本ガイシホールで、2016年2月6日 - 7日に東京都渋谷区神南の国立代々木競技場 第一体育館で公演。
ポコポッテイトの3人は現役時代最後のスペシャルステージとなり、公演開始直前の1月28日に「ガラピコぷ〜」への交代が発表された。

##### 2016年の出演者
| 番組名                                  | 出演者・キャラクター         |
| --------------------------------------- | ---------------------------- |
| いないいないばあっ!                     | ワンワン（演・チョー）       |
| あつまれ!ワンワンわんだーらんど         | ジャンジャン                 |
| おかあさんといっしょ （ポコポッテイト） | ムテ吉（声：くまいもとこ）   |
| おかあさんといっしょ （ポコポッテイト） | ミーニャ（声：加藤英美里）   |
| おかあさんといっしょ （ポコポッテイト） | メーコブ（声：ひなたおさむ） |
| おとうさんといっしょ                    | シュッシュ（演・柳原哲也）   |
| おとうさんといっしょ                    | ポッポ（演・野口かおる）     |
| おとうさんといっしょ                    | なお                         |
| おとうさんといっしょ                    | せいや                       |
| みいつけた!                             | コッシー（声：高橋茂雄）     |
| みいつけた!                             | サボさん                     |
| みいつけた!                             | オフロスキー                 |
| えいごであそぼ                          | エリック                     |
| えいごであそぼ                          | キコ                         |
| フックブックロー                        | けっさくくん                 |

ダンサー
- POWERBOMB
- B-flat

##### 2016年の曲目リスト
1. みんなで わ!
2. ドンスカパンパンおうえんだん
3. わ〜お!
4. WELCOME
5. いくぞ!エアロボ
6. ゆうきのマーチ
7. まいにちアハハをみいつけた!
8. LOVEをプレゼント

#### センターを取るのは、だれだ!?
2017年2月4日 - 5日に愛知県名古屋市南区の日本ガイシホールで、2017年2月18日 - 19日に神奈川県横浜市港北区の横浜アリーナで公演。

##### 2017年の出演者
| 番組名                          | 出演者・キャラクター       |
| ------------------------------- | -------------------------- |
| いないいないばあっ!             | ワンワン（演・チョー）     |
| あつまれ!ワンワンわんだーらんど | ジャンジャン               |
| おとうさんといっしょ            | シュッシュ（演・柳原哲也） |
| おとうさんといっしょ            | ポッポ（演・野口かおる）   |
| おとうさんといっしょ            | なお                       |
| おとうさんといっしょ            | せいや                     |
| みいつけた!                     | コッシー（声：高橋茂雄）   |
| みいつけた!                     | サボさん                   |
| みいつけた!                     | オフロスキー               |
| ニャンちゅうワールド放送局      | ニャンちゅう               |
| ニャンちゅうワールド放送局      | おねんどおねえさん         |
| フックブックロー                | けっさくくん               |

##### 2017年の曲目リスト
1. みんながあつまれば
2. キミにメロメロ
3. 朝からいい気分
4. きょうからともだち
5. ドレミの歌（ペギー葉山）
6. おねのねおねんど
7. ワンダホー☆パワー
8. HEAD,SHOULDERS,KNEES AND TOES
9. じだいげきだよ オフロスキー
10. 物語はつづいている
11. ずーっといっしょ

#### いざ勝負!紅白かくし芸対決
2018年1月27日 - 28日に愛知県名古屋市南区の日本ガイシホールで、2018年2月17日 - 18日に神奈川県横浜市港北区の横浜アリーナで公演。
せいやとなおは、現役時代最後のステージとなった。（2018年4月よりたいせいとゆめに交代。）

##### 2018年の出演者
| 番組名                          | 出演者・キャラクター       |
| ------------------------------- | -------------------------- |
| いないいないばあっ!             | ワンワン（演・チョー）     |
| あつまれ!ワンワンわんだーらんど | ジャンジャン               |
| おとうさんといっしょ            | シュッシュ（演・柳原哲也） |
| おとうさんといっしょ            | ポッポ（演・野口かおる）   |
| おとうさんといっしょ            | なお                       |
| おとうさんといっしょ            | せいや                     |
| みいつけた!                     | コッシー（声：高橋茂雄）   |
| みいつけた!                     | サボさん                   |
| みいつけた!                     | オフロスキー               |
| フックブックロー                | けっさくくん               |
| おかあさんといっしょ            | かぞえてんぐ               |
| オトッペ                        | ウィンディ（声：井口裕香） |

##### 2018年の曲目リスト
1. みんながあつまれば
2. がんばれ がんば!
3. やってみYo!スペシャル
4. ☆ピンクドラゴンのでんせつスペシャル
5. かぞえてんぐがやってきた
6. ジャンジャン スペシャル（のりものステーション）
7. ワンワン スペシャル（ワンダホー☆パワー）
8. じゃんじゃん!ジャンプ!!

#### みんなで ゆめのももたろう
2019年2月9日 - 10日に大阪府大阪市港区の丸善インテックアリーナ大阪で、2019年2月23日 - 24日に神奈川県横浜市港北区の横浜アリーナで公演。
『ポコポッテイト』のミーニャは、2016年2月の「真冬の大運動会」以来3年ぶりでスペシャルゲストとして出演。

##### 2019年の出演者
| 番組名                           | 出演者・キャラクター       |
| -------------------------------- | -------------------------- |
| いないいないばあっ!              | ワンワン（演・チョー）     |
| ワンワンわんだーらんど           | ジャンジャン               |
| ワンワンわんだーらんど           | ジャンコ                   |
| おとうさんといっしょ             | シュッシュ（演・柳原哲也） |
| おとうさんといっしょ             | ポッポ（演・野口かおる）   |
| おとうさんといっしょ             | ゆめ                       |
| おとうさんといっしょ             | たいせい                   |
| みいつけた!                      | オフロスキー               |
| おかあさんといっしょ             | かぞえてんぐ               |
| おかあさんといっしょ             | ミーニャ（声：加藤英美里） |
| ゴー!ゴー!キッチン戦隊クックルン | アズキ                     |
| ゴー!ゴー!キッチン戦隊クックルン | マロン                     |
| ゴー!ゴー!キッチン戦隊クックルン | 茶太郎                     |
| みいつけた!（VTR出演）           | コッシー（声：高橋茂雄）   |
| みいつけた!（VTR出演）           | サボさん                   |

##### 2019年の曲目リスト
1. みんながあつまれば
2. タオルでマンボ
3. かぞえてんぐがやってきた
4. おふろタイム
5. ももたろう
6. ポポポポポーズ
7. パンパカパン!キッチン戦隊クックルン
8. みんなでつくろう!
9. 星に願いを
10. オフロッケ!
11. おにのパンツ
12. おにぎり ぽん!
13. ずーっといっしょ
14. 青空のゴーサイン
15. わ〜お!
16. きみはぼくのともだち
17. だいすきの木

### オールスターコンサート
| 公演   | タイトル                                                                          | 出演者（一部を除く） |
| ------ | --------------------------------------------------------------------------------- | --- |
| 1999年 | おかあさんといっしょとゆかいななかま 〜わくわく大行進〜                           | 古今亭志ん輔、速水けんたろう、茂森あゆみ、佐藤弘道、松野ちか、 みど、ふぁど、れっしー、空男、 じゃじゃまる、ぴっころ、ぽろり、 ワンワン、かなちゃん、 クリス、メイ・パイカ、ペッパー・タイガー、エディ・エックス、 タップ、クラップ |
| 2003年 | テレビまつりだ! ぐ〜チョコランタンとともだちいっぱいオンステージ                  | 今井ゆうぞう、はいだしょうこ、佐藤弘道、タリキヨコ、 スプー、アネム、ズズ、ジャコビ、 ワンワン、ふうか、りなちゃん、エリック、マヤ、JB、 ワクワクさん、ゴロリ、神田山陽、ストレッチマン、 どーもくん、ドン・ガバチョ |
| 2009年 | ETV50 キャラクター大集合 とどけ!みんなの元気パワー 〜輝け!こども番組元気だ!大賞〜 | 横山だいすけ、三谷たくみ、小林よしひさ、いとうまゆ ライゴー、スイリン、プゥート ワンワン、ことちゃん、エリック、ジェニー、ケボ、モッチ ワクワクさん、ゴロリ コニちゃん（東京公演のみ）、おおたか静流（大阪公演のみ） ゆい、つばさ、りか、りょうたろう ストレッチマン、あやめちゃん、まいん、どーもくん （VTR出演）こんどん、みのぽー、てれび戦士、ジュモクさん （VTR出演）アキラ、アリア、スコア、フラット、シャープ （VTR出演）おじゃる丸、スイちゃん、コッシー、サボさん |
| 2011年 | おいでよ!夢の遊園地                                                               | 横山だいすけ、三谷たくみ、小林よしひさ、いとうまゆ ライゴー、スイリン、プゥート ワンワン （VTR出演）ゆうくん ひなたおさむ、かまだみき スプー、アネム、ズズ、ジャコビ |
| 2012年 | みんないっしょに! ファン ファン スマイル                                          | 横山だいすけ、三谷たくみ、小林よしひさ、上原りさ ムテ吉、ミーニャ、メーコブ ワンワン、パックン、リン、コロン 坂田おさむ、いとうまゆ、じゃじゃまる、ぴっころ、ぽろり |
| 2013年 | みんないっしょに! 空までとどけ!みんなの想い!                                      | 横山だいすけ、三谷たくみ、小林よしひさ、上原りさ ムテ吉、ミーニャ、メーコブ ワンワン、ことちゃん、ゆうくん、コロ、バウ シュッシュ、ポッポ、なお （VTR出演）ララパ、うーたん、せいや、パンタン駅長 |
| 2014年 | みんないっしょに! げんきいっぱい!ゴー!ゴー!ゴー!                                  | 横山だいすけ、三谷たくみ、小林よしひさ、上原りさ ムテ吉、ミーニャ、メーコブ ワンワン、シュッシュ、ポッポ、なお、せいや （VTR出演）パンタン駅長 |
| 2015年 | みんないっしょに! 歌って遊んで 夢の大ぼうけん!                                    | 横山だいすけ、三谷たくみ、小林よしひさ、上原りさ ムテ吉、ミーニャ、メーコブ ワンワン、シュッシュ、ポッポ、なお、せいや |

## イベント
| 公演   | タイトル                              | 出演者（一部を除く） |
| ------ | ------------------------------------- | --- |
| 2000年 | キャラクター大集合!生放送でおめでとう | 杉田あきひろ、つのだりょうこ、佐藤弘道、タリキヨコ ワンワン、りなちゃん、かなちゃん クリス、ダリオ ワクワクさん、ゴロリ ストレッチマン、ニャンちゅう、笹峰愛 |

みんなDEどーもくん!
| 開催日         | 放送日        | 出演者（一部を除く） |
| -------------- | ------------- | --- |
| 2014年11月16日 | 2015年1月4日  | 花原あんり、タイムマシーン3号、どーもくん、ななみちゃん、うさじい、たーちゃん アネム、リン、めいちゃん、ぴっころ、ワンワン |
| 2017年2月26日  | 2017年3月26日 | 花原あんり、タイムマシーン3号、どーもくん、ななみちゃん、うさじい、たーちゃん ワンワン、ゆうなちゃん、ことちゃん           |

その他
| 開催日・放送日 | タイトル                                               | 出演者 |
| -------------- | ------------------------------------------------------ | --- |
| 2018年12月31日 | 第69回NHK紅白歌合戦 夢のキッズショー〜平成、その先へ〜 | 花田ゆういちろう、小野あつこ、小林よしひさ、上原りさ チョロミー、ムームー、ガラピコ ワンワン、ゆきちゃん、うーたん |

その他2
| 開催日       | タイトル                                                                 | 出演者                               |
| ------------ | ------------------------------------------------------------------------ | ------------------------------------ |
| 2019年6月8日 | ワンワン劇場 いっしょにあそぼ! 〜ベトナムからおともだちがやってきた!編〜 | ワンワン、ミャオミャオ、ゆうなちゃん |

ワンワン25
| 放送日         | 出演者 |
| -------------- | --- |
| 2021年12月31日 | ワンワン、ゆきちゃん、はるちゃん、うーたん、ジャンジャン、 GReeeeN、Rin音、asmi、チョコレートプラネット、 ゴロリ、がんこちゃん、ストレッチマン、ゴン太くん、 横山だいすけ、小林よしひさ、 モーニング娘。21、ラッキィ池田、ヒャダイン、ピカチュウ |

ワンワン・ワンダフルアリーナ
| 開催日         | 出演者                                                                                               |
| -------------- | --- |
| 2024年12月21日 | ワンワン、はるちゃん、おうちゃん、ジャンジャン、ジャンコ、ぽぅぽ、GRe4N BOYZ、オフロスキー、まさとも |

ワンワン クラシックコンサート
| 開催日               | 出演者                                                                                         |
| -------------------- | ---------------------------------------------------------------------------------------------- |
| 2025年3月9日（予定） | ワンワン、はるちゃん、おうちゃん、ジャンジャン、コサッカーマイヤー、ともちゃん（CV：石上朋美） |

## スタッフ
- 構成 - 津田真一、日暮美佐
- キャラクターデザイン - まついあや、きむらゆういち、新井洋行、藤本ともひこ、スタジオ・ノーヴァ、森本千絵
- 衣装デザイン - 宮下由子
- 童謡作画 - よしざわけいこ
- 人形操演 - ミユカ、安藤ばく、山田はるか、川口英子、南波郁恵、原田克彦、大江健司、川尻麻美夏、山下潤子、三枝創、友松正人、中山正子
- 人形製作 - 飯田静男（スタジオ・ノーヴァ）、 七速
- 音楽 - 栗原正己、中谷靖、加藤千晶、大森俊之、濱田理恵、西田マサラ、イトケン、烏田春奈、ロバの音楽座、小杉保夫、HALFBY、ザッハトルテ、山下真木子、toi toy toi、川嶋可能、オムトン、松前公高
- 体操指導 - 瀬戸口清文、藤原明美
- 体操監修 - 森田陽子
- 振付 - ラッキィ池田、彩木エリ（池田の夫人）
- オープニング - 栗原正己（作詞・作曲）、荒井牧子（人形製作）
- アニメーション - スリー・ディ、エム.シエロ、スタジオユサキ、クモトリ、稲葉卓也、おーのもとき、白組、STUDIO UGAJIN、スタジオビンゴ、イマジカインフォス
- コーナー構成 - 金杉弘子
- コーナー監修 - 宮里暁美
- 造形 - 工房アテリア、SUI、コハナitonomori、中川真由子
- 制作 - NHKエデュケーショナル

### 過去のスタッフ
（2015年度現在、スタッフロールに表示されていない者）
- 音楽：旭純、岡村みどり、福田和禾子、井上ヨシマサ、上野洋子、周防義和、簗田裕之、菅野祐悟、森悠也、森省二、柿島伸次
- コーナー構成：東多江子、武藤京
- キャラクターデザイン：上野新司（くぅ、ダーダ）
- 衣装デザイン - 桜井久美
- セットデザイン - 遠藤幹子
- 造形指導 - 山岡千秋、ムッシュ香月
- アニメーション：湯崎夫沙子、ノラビット!

## 雑誌
- 『いないいないばあっ! : はじめてのあそびえほん0・1・2歳』 - 講談社から隔月刊で出版されている番組専門誌。2000年4月創刊、発売日は偶数月の15日。タイトルは『はじめてのテレビえほん0・ 1・2歳』 （2000年春号 - 7巻2号）→ 『はじめての「好き!」を応援0・1・ 2歳』（7巻3号 - 9巻1号）と変遷している。また、2000年春号から2004年5/6月号までは『げんきmook』というシリーズ名が付されている。1998年に休刊した『えくぼ』の事実上の後継誌であり、0 - 2歳児を対象としている。同世代向けの競合雑誌として小学館が刊行していた『マミイ』があったが、2009年に休刊している。乳幼児向けであるため、同じく番組専門誌である『NHKのおかあさんといっしょ』と異なり、片仮名にルビを使用していない。
- 『げんき』 - 講談社から出版されている月刊誌。1 - 3歳を対象としており、メインコンテンツの一つとして扱われている。
- 『ベビーブック』 - 小学館から出版されている月刊誌。対象年齢は1 - 3歳で、『マミイ』休刊後、同社の雑誌では最も低年齢層を対象としており、コンテンツの1つとして扱われている。

## CD
| 発売日         | タイトル                                                                     |
| -------------- | ---------------------------------------------------------------------------- |
| 1997年5月21日  | いないいないばあっ! うたのアルバム                                           |
| 1998年3月21日  | いないいないばあっ!〜月までシャンプー                                        |
| 1999年2月20日  | 「いないいないばあっ!」ベスト                                                |
| 2000年7月20日  | 「いないいないばあっ!」〜てんきだ げんきだ〜                                 |
| 2001年7月20日  | 「いないいないばあっ!」〜あそぼ!あそぼっ!                                    |
| 2002年7月20日  | 「いないいないばあっ!」〜旅がらすワン太郎〜                                  |
| 2002年9月21日  | いないいないばあっ!どうよう                                                  |
| 2002年11月21日 | いないいないばあっ! うた★いっぱい                                            |
| 2003年10月22日 | コロちゃんパック NHK「いないいないばぁっ!」ぐるぐるどっか〜ん!               |
| 2004年7月21日  | いないいないばあっ! おでかけ どっすんこ                                      |
| 2005年7月20日  | コロちゃんパック NHKいないいないばあっ!スーパーワンのうた                    |
| 2005年7月20日  | いないいないばあっ! スーパーワンのうた                                       |
| 2006年7月19日  | コロちゃんパック NHKいないいないばあっ! カミカミ20                           |
| 2006年7月19日  | いないいないばあっ! うた★うた★だいすき!                                      |
| 2008年3月3日   | いないいないばぁっ! こんにちは!ったらラッタンタン                            |
| 2008年9月24日  | コロちゃんパック いないいないばあっ! 〜こんにちは!ったらラッタンタン〜       |
| 2009年2月25日  | いないいないばぁっ! おひさまとダンス                                         |
| 2009年10月21日 | コロちゃんパック いないいないばあっ! 〜おひさまとダンス〜                    |
| 2010年2月24日  | いないいないばあっ! ブンブン ブキューン!                                     |
| 2010年9月22日  | コロちゃんパック いないいないばあっ! 〜ブンブン ブキューン〜                 |
| 2011年2月23日  | いないいないばあっ! はしって ダアー!                                         |
| 2011年11月30日 | いないいないばあっ! わ〜お!                                                  |
| 2012年6月6日   | コロちゃんパック NHKいないいないばあっ! わ〜お!                              |
| 2012年10月24日 | いないいないばあっ!「あつまれ!ワンワンわんだーらんど “あそびうたいっぱい!”」 |
| 2013年2月20日  | いないいないばぁっ! パチパチ パレードっ!                                     |
| 2013年9月18日  | コロちゃんパック いないいないばあっ! パチパチ パレードっ!                    |
| 2014年2月19日  | いないいないばぁっ! ひよこおんど♪                                            |
| 2014年9月17日  | コロちゃんパック NHK いないいないばあっ! ひよこおんど♪                       |
| 2015年2月18日  | いないいないばあっ! おててタッチ!                                            |
| 2015年7月22日  | コロちゃんパック NHK いないいないばあっ! おててタッチ!                       |
| 2016年2月17日  | いないいないばあっ! ワンツー!パンツー!                                       |
| 2016年9月21日  | コロちゃんパック NHK いないいないばあっ! ワンツー!パンツー!                  |
| 2017年2月22日  | いないいないばあっ! かんぱーい!!                                             |
| 2018年3月7日   | いないいないばあっ! ほめられちゃった                                         |
| 2019年2月6日   | いないいないばあっ! ポポポポポーズ                                           |
| 2020年3月4日   | いないいないばあっ! ピカピカブ〜!                                            |
| 2021年2月17日  | いないいないばあっ! 〜ワンワン☆ダンス〜                                      |
| 2021年8月18日  | NHK いないいないばあっ! ワンワンとうーたんの できた! できた!                 |
| 2022年2月23日  | いないいないばあっ! テトテトテトテトテ                                       |
| 2023年3月1日   | いないいないばあっ! ピョンピョンアニマルパーティー                           |
| 2024年2月21日  | いないいないばあっ! やっほー☆                                                |
| 2025年2月19日  | いないいないばあっ! じゃじゃじゃ ジャ～ン!                                   |

## VHS/DVD/BD
| 発売日         | タイトル                                                                          |
| -------------- | --------------------------------------------------------------------------------- |
| 1997年5月21日  | いないいないばあっ!(2)〜ピコピコおかたづけ                                        |
| 1997年9月20日  | いないいないばあっ!(4)〜はみがき・しゅしゅしゅ                                    |
| 1998年5月21日  | いないいないばあっ!〜みんなあつまれ! 夏の増刊号                                   |
| 1998年6月20日  | いないいないばあっ!〜チーしちゃおう                                               |
| 1998年6月20日  | いないいないばあっ!〜おいしくたべよう                                             |
| 1998年10月21日 | いないいないばあっ!〜パパとっと                                                   |
| 1998年10月21日 | いないいないばあっ!〜おててシャワシャワー                                         |
| 1998年10月21日 | いないいないばあっ!〜冬のスペシャル げんげんげんきな特大号                        |
| 1999年9月1日   | いないいないばあっ!(1)〜がったんおまるの電車                                      |
| 1999年9月1日   | いないいないばあっ!(2)〜ピコピコおかたづけ                                        |
| 2000年1月21日  | いないいないばあっ!(3)〜おはなししたのだあれ?                                     |
| 2000年1月21日  | いないいないばあっ!(4)〜ともだちハハハ                                            |
| 2000年10月21日 | いないいないばあっ!〜どうよう集                                                   |
| 2001年7月20日  | いないいないばぁっ! うたのビデオ"うたおう!あそぼっ!"                              |
| 2001年7月20日  | NHKいないいないばぁっ! スペシャル"ベンチィ!ベンチィ!"                             |
| 2001年12月21日 | いないいないばあっ!〜どうよう集(2)                                                |
| 2002年4月20日  | いないいないばぁっ! スペシャル"うたっちゃウンパ!"                                 |
| 2002年7月20日  | いないいないばあっ! のりもの のりのり!                                            |
| 2003年7月23日  | いないいないばあっ! おそとであそぼ                                                |
| 2004年2月25日  | いないいないばぁっ! ぐるぐるどっか~ん!                                            |
| 2004年7月21日  | いないいないばあっ! おでかけどっすんこ!                                           |
| 2005年3月2日   | いないいないばあっ! スーパーワンのうた                                            |
| 2005年7月20日  | いないいないばあっ! どうよう                                                      |
| 2006年2月8日   | いないいないばあっ! ♪カミカミ20<トゥエンティ>                                     |
| 2007年2月21日  | いないいないばあっ! うた★うた★いっぱい!                                           |
| 2008年3月5日   | いないいないばあっ!〜こんにちは!ったら ラッタンタン                               |
| 2009年7月15日  | いないいないばあっ! おそとであそぼ!〜はる・なつ・あき・ふゆ〜                     |
| 2010年12月22日 | いないいないばあっ! どうよう いっぱい!                                            |
| 2011年2月23日  | いないいないばぁっ! はしって ダアー!                                              |
| 2011年7月6日   | いないいないばあっ! あつまれ!ワンワンわんだーらんど みんなでワンダホー!           |
| 2012年3月21日  | いないいないばあっ! わ〜お!                                                       |
| 2013年3月20日  | いないいないばあっ! パチパチ パレードっ!                                          |
| 2013年10月2日  | いないいないばあっ! おそらのしたで 〜はる・なつ・あき・ふゆ〜                     |
| 2014年3月19日  | いないいないばあっ! ひよこおんど♪                                                 |
| 2014年9月10日  | いないいないばあっ! あつまれ!ワンワンわんだーらんど うたって!あそんで!ワンダホー! |
| 2014年12月3日  | いないいないばあっ! ワンワンのどうよう                                            |
| 2015年2月18日  | いないいないばあっ! おててタッチ!                                                 |
| 2016年3月23日  | いないいないばあっ! ワンツー!パンツー!                                            |
| 2016年10月26日 | いないいないばあっ! 20周年スペシャル                                              |
| 2017年3月22日  | いないいないばあっ! かんぱーい!!                                                  |
| 2017年7月19日  | いないいないばあっ! あつまれ!ワンワンわんだーらんど 〜全員集合スペシャル〜        |
| 2018年3月21日  | いないいないばあっ! ほめられちゃった                                              |
| 2018年7月11日  | いないいないばあっ! 〜アニメいっぱい!〜                                           |
| 2019年2月20日  | いないいないばあっ! ポポポポポーズ                                                |
| 2020年3月18日  | いないいないばあっ! ピカピカブ〜!                                                 |
| 2020年7月8日   | いないいないばあっ! ワンワンわんだーらんど 〜10周年パーティー!〜                  |
| 2021年3月24日  | いないいないばあっ! 〜ワンワン☆ダンス〜                                           |
| 2021年11月24日 | いないいないばあっ! アニメだいすき!                                               |
| 2022年3月23日  | いないいないばあっ! テトテトテトテトテ                                            |
| 2022年7月20日  | いないいないばあっ! ワンワン25                                                    |
| 2023年3月1日   | いないいないばあっ! ピョンピョンアニマルパーティー                                |
| 2023年11月8日  | いないいないばあっ! ワンワンわんだーらんど まつりだ！はっぴぃ☆                    |
| 2024年3月20日  | いないいないばあっ! やっほー☆                                                     |
| 2025年3月19日  | いないいないばあっ! じゃじゃじゃ ジャ～ン!                                        |